# Dresdner Eislöwen
Die Dresdner Eislöwen sind eine Eishockeymannschaft aus Dresden, die aus dem 1990 gegründeten Verein Eissportclub Dresden e. V. hervorgegangen ist. Der seit 2000 in die Betriebsgesellschaft ESCD Dresden mbH ausgelagerten Mannschaft gelang in der Saison 2024/25 der Aufstieg in die Deutsche Eishockey Liga. Zum Verein gehört zudem die Para-Eishockey-Mannschaft der Dresdner Eislöwen Sledge, die in der Deutschen Para-Eishockey Liga spielt.
Die Mannschaften des Vereins tragen ihre Heimspiele in der 2007 fertiggestellten Joynext Arena aus, die bis zu 4.412 Zuschauern Platz bietet.

## Geschichte

### Die Anfänge

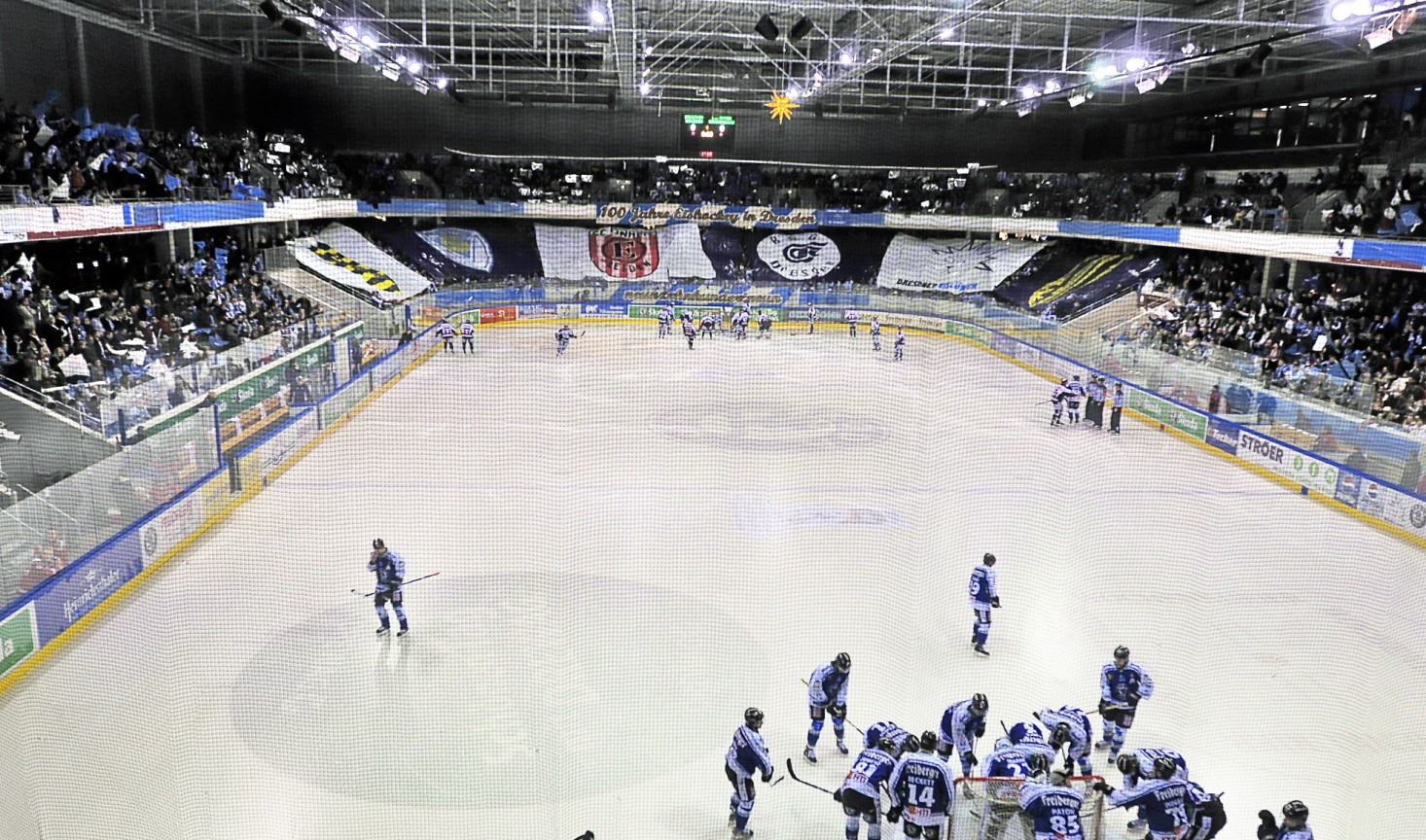
„100 Jahre Eishockey in Dresden“ Fan-Choreografie, 4. Januar 2009

Anfang des 20. Jahrhunderts nahm 1909 mit dem Akademischen Sportclub das erste Mal eine Dresdner Eishockeymannschaft am internationalen Eishockeyturnier in Berlin teil, bestritt Spiele gegen Mannschaften aus Brüssel und Berlin und gewann das Turnier. In den folgenden Jahren erreichte der ASC mehrfach die Sächsische Vizemeisterschaft hinter dem Leipziger SC. Im Jahr 1934 gewann Blau-Weiß Dresden das erste Mal die Sachsenmeisterschaft und nahm an der Endrunde der Deutschen Meisterschaft teil. In Schierke trafen die Dresdner auf die Mannschaften des SV Rastenburg, des Bobclubs Erfurt, des Berliner HC sowie des EV Berlin. Vier Jahre später erreichte der Verein die Vorrunde der Deutschen Meisterschaft in Nürnberg, konnte sich aber nicht gegen den Berliner SC, den EV Füssen und den SV Rastenburg durchsetzen und belegte Platz vier. Nach dem Zweiten Weltkrieg wurde die BSG KWU Dresden erster Sachsenmeister, wobei die Heimspiele im alten Eisstadion an der Lennéstraße ausgetragen wurden. Eine andere Dresdner Mannschaft, die BSG Einheit Süd, nahm an dem erstmals ausgetragenen Berliner Kunsteis-Turnier in der ehemaligen Werner-Seelenbinder-Halle teil.

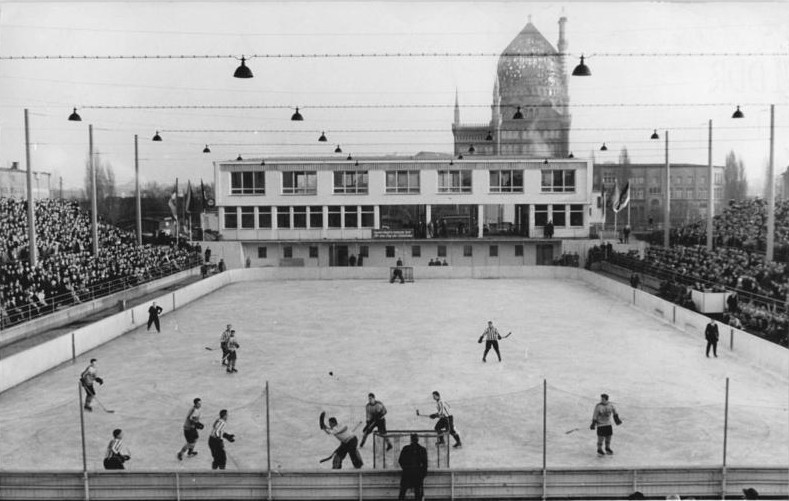
Eröffnungsspiel des Kunsteisstadions 1960

Ab der Spielzeit 1951/52 gehörte die BSG Einheit Süd zu den Teilnehmern der DDR-Oberliga, stieg jedoch 1953 in die zweitklassige Liga ab. Am 27. Januar 1952 wurde in Dresden ein Natureisstadion eröffnet, das Rudolf-Harbig-Eisstadion an der Lennéstraße, wo heute die SG Dynamo Dresden Fußball spielt. Das Eröffnungsspiel gegen ein Berliner Kombinat wurde vor 10.000 Zuschauern ausgetragen. Zur Saison 1954/55 wurde die erste Mannschaft des BSG zur HSG Wissenschaft TH Dresden delegiert, während das zweite Team von Einheit Süd in der dritten Spielklasse antrat. Da die HSG Wissenschaft am Saisonende aus der 1. Liga in die 2. Liga abstieg, trafen die beiden Dresdner Mannschaften in der Saison 1955/56 in letzterer aufeinander.
Acht Jahre später, am 26. Dezember 1960, wurde das Kunsteisstadion an der Pieschener Allee mit einem Spiel zwischen einer Bezirksauswahl Dresden und dem ASK Vorwärts Erfurt eingeweiht. In seiner neuen Heimspielstätte vermied der SC Einheit Dresden mit zwei Siegen gegen die BSG Wismut Wilkau-Haßlau den Abstieg aus der Oberliga.
In der DDR galt der Eishockeysport ab 1970 als nicht „förderungswürdig“. Aus diesem Grund gab es von diesem Zeitpunkt bis 1990 nur zwei Standorte, wo Profieishockey gespielt wurde. An anderen Orten gab es lediglich eine so genannte „Bestenermittlung“, die in wenigen Turnieren einmal im Jahr stattfand. Der 1970 aus der Oberliga abgestiegene SC Einheit Dresden hatte seit der Reduzierung auf die Eishockeystandorte Berlin und Weißwasser kein reguläres Eishockeyteam mehr. Zwölf Jahre später wurde wieder ein Eishockeyspiel in Dresden durchgeführt, als die BSG Kraftverkehr auf eine Hobbymannschaft aus Erfurt traf. In den folgenden Jahren nahm die BSG an der DDR-Bestenermittlung in Crimmitschau teil und belegte meist hintere Plätze.
Das erste Spiel in Dresden nach der Wende fand im März 1990 statt, als eine Dresdner Auswahl auf die TSG Darmstadt traf. Das Spiel endete 6:2 für Dresden.

### Gründungszeit (1990–1999)
Kurz nach der Wende entstanden viele Eishockeyvereine in Ostdeutschland neu. Einer der ersten war der ESC Dresden, der am 28. April 1990 gegründet wurde und ab der Spielzeit 1990/91 an der ebenfalls neu geschaffenen Sachsenliga teilnahm. Über diese Meisterschaft des Landes Sachsen versuchte die erste Mannschaft des ESCD, sich für die Profiligen des Deutschen Eishockey-Bundes (DEB) zu qualifizieren.
| Saison  | Liga   | Vorrunde | Endrunde   |
| ------- | ------ | -------- | ---------- |
| 1990/91 | SaL    | –        | 4. Platz   |
| 1991/92 | SaL    | 2. Platz | 3. Platz   |
| 1992/93 | SaL    | –        | 4. Platz   |
| 1993/94 | SaL    | –        | 1. Platz ↑ |
| 1994/95 | SaL    | –        | 1. Platz ↑ |
| 1994/95 | Sä-BöL | –        | 6. Platz   |
| 1995/96 | RL-O   | 3. Platz | 4. Platz   |
| 1996/97 | SaL    | –        | 2. Platz   |
| 1997/98 | SaL    | –        | 1. Platz ↑ |
| 1998/99 | SaL    | –        | 1. Platz ↑ |

↑ ↓ in der Auf-/Abstiegsrunde der jeweiligen Liga
Im Sommer 1993 gründete sich zur Unterstützung der Mannschaft eine „Initiativgruppe Eishockey 2000“ um die damaligen Eishockeyspieler Rainer Mund, Steffen Hofmann, Karl-Heinz Domschke und Sven Rohrbach. Zudem wurde eine leistungsorientierte Mannschaft zusammengestellt, die die Sachsenmeisterschaft 1994 gewann. In den anschließenden Qualifikationsspielen für die 2. Liga trafen die Dresdner erstmals in Pflichtspielen auf bayerische Mannschaften, wobei nur ein Sieg gelang, aber viele Zuschauer die Heimspiele in der Eishalle an der Pieschener Allee besuchten.
Aufgrund der Dominanz der Sachsenliga im Vorjahr gründete der ESCD 1994 eine böhmisch-sächsische Liga, die eine Saison durchgeführt wurde. In der Folgesaison nahm die erste Mannschaft des ESCD an der Regionalliga Nord/Ost teil und belegte den sechsten Platz. Nachdem einige wichtige Sponsoren 1996 ihre Verträge nicht verlängert hatten, musste sich der ESC zu Beginn der Spielzeit 1996/97 wieder in die Sachsenliga zurückziehen und belegte Platz zwei hinter der Spielgemeinschaft Chemnitz.
Ein Jahr später folgte ein neuer Anlauf, aus der Sachsenliga aufzusteigen, indem der Verein eine stärkere Mannschaft, unter anderem mit Thomas Wagner und Steffen Thau vom ES Weißwasser, verpflichtete. Ein Höhepunkt der Spielzeit 1997/98 war das Spiel der Eislöwen gegen ein DEL-Allstar-Team am 15. Februar 1998, wobei die DEL zum ersten Mal in ihrer Geschichte ein Auswahlteam zusammenstellte. Dabei wurde der Ehrenbully vom sächsischen Ministerpräsidenten Kurt Biedenkopf durchgeführt. Die Heimspiele der Saison 1997/98 besuchten bis zu 1200 Fans und der ESCD gewann sowohl 1998 als auch 1999 die Meisterschaft ohne Punktverlust. In den Aufstiegsspielen waren die meist bayerischen Mannschaften wie der ESC München, EHC Bad Aibling, TSV Hügelsheim, EA Kempten, EHC Memmingen oder die Schwenninger Fire Wings dem ESC überlegen. In den Aufstiegsspielen verzeichnete der Verein einen Zuschauerschnitt von 2300 Besuchern, zudem war die Eishalle im März 1999 mit 2865 Zuschauern zum ersten Mal seit den 1950er Jahren zu einem Meisterschaftsspiel ausverkauft.
Im Frühsommer 1999 suchte der Deutsche Eishockey-Bund zunächst weitere Teilnehmer für die viertklassige Regionalliga-Süd. Nach einigen Insolvenzen von Vereinen aus dem Norden Deutschlands fehlten vor allem Mannschaften für die drittklassige Oberliga Nord. Zunächst erklärte sich die Vereinsführung des ESCD bereit, in der Regionalliga zu starten. Als jedoch die Chance bestand, in der dritten Spielklasse anzutreten, wurde diese wahrgenommen. Damit stieg der ESC Dresden ohne sportliche Qualifikation, aber mit verstärktem Kader und dem Zusatznamen „Eislöwen“ um zwei Ligen auf. Neuer Trainer wurde der Tscheche Ivan Horák, der zusammen mit Neuzugang Jan Tábor den Oberligakader zusammenstellte.

### Etablierung in der Oberliga (1999–2005)
Das erste Oberligajahr begann mit einem 7:3-Sieg gegen die Herne Miners vor 1111 Zuschauern. Am Ende der Vorrunde qualifizierten sich die Eislöwen mit Tabellenplatz acht als Aufsteiger aus der fünften Spielklasse für die Oberliga-Play-offs. An diesem Erfolg hatten vor allem Roland Schröder im Tor, der ehemalige tschechische Nationalspieler František Procházka in der Abwehr und die beiden Stürmer Milan Kubis und František Ševčík großen Anteil. Der erste Play-off-Gegner, der EV Duisburg, war für die Eislöwen zu stark, so dass die Saison nach dem Viertelfinale beendet war.
| Saison  | Liga  | Vorrunde | Endrunde        |
| ------- | ----- | -------- | --------------- |
| 1999/00 | OL-N  | 8. Platz | Viertelfinale   |
| 2000/01 | OL-N  | 3. Platz | Viertelfinale ↑ |
| 2001/02 | OL    | 5. Platz | Halbfinale ↑    |
| 2002/03 | OL-SO | 3. Platz | Vizemeister↑    |
| 2003/04 | OL-NO | 2. Platz | Viertelfinale ↑ |
| 2004/05 | OL-NO | 1. Platz | Meister ↑       |

↑ ↓ in der Auf-/Abstiegsrunde der jeweiligen Liga
Im Sommer 2000 wurde Ivan Horak als Trainer durch Rudolf Sindelar abgelöst, während Horak als Assistenztrainer im Verein blieb. In der folgenden Spielzeit erreichte der ESC trotz finanzieller Probleme und damit verbundener Spielerabgänge die Play-offs und überstand die erste Runde gegen den Südoberligisten Deggendorf. Im Halbfinale gab es das Sachsen-Derby gegen den ETC Crimmitschau, welches der ETC mit 3:1-Siegen gewann – mit dem Gewinn des folgenden Halbfinales stieg der ETC in die 2. Bundesliga auf.

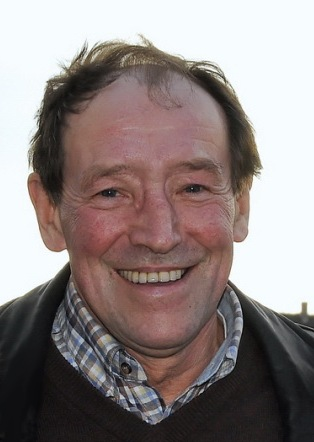
Jiří Kochta, Trainer von 2002 bis 2007

In der Saison 2001/02 wurde eine eingleisige Oberliga gespielt, da viele Clubs aus finanziellen Gründen ihre Mannschaften zurückgezogen hatten oder in Insolvenz gegangen waren. Auch die Eislöwen mussten lange um eine Oberliga-Lizenz kämpfen, die mithilfe von Sponsoren und der Stadt Dresden im Juli 2001 erteilt wurde. Durch Platz fünf am Ende der Doppelrunde traf der ESC wie im Vorjahr im Viertelfinale der Play-offs auf Deggendorf und erreichte das Halbfinale. Allerdings verlor die Dresdner Mannschaft die Serie gegen den späteren Meister und Aufsteiger Landshut Cannibals.
Die folgende Spielzeit brachte den Eislöwen mehr Erfolg: Nachdem sie die Vorrunde überstanden und mit Jiří Kochta einen neuen Trainer bekamen, zogen sie in die Meisterrunde, die Play-offs und schließlich in das Finale ein. Allerdings besiegten dort die Blue Devils Weiden die Eislöwen. Damit verpassten die den Aufstieg erneut, da es in dieser Spielzeit nur einen Aufsteiger in die zweite Spielklasse gab. In der folgenden Spielzeit 2003/04 gab es durch Insolvenzen in der Zweiten Liga gleich drei Aufsteiger, die Eislöwen verloren jedoch in der ersten Runde der Play-offs gegen den EHC München.
Vor der Spielzeit 2004/05 wurde der Kader der Eislöwen, beispielsweise durch Jan Schertz, Robin Sochan und Iiro Itämies, qualitativ verbessert. Der DEL-Rekordmeister, die Adler Mannheim, wurde in einem Testspiel mit 2:1 bezwungen. Dieses Ergebnis und die weiteren Vorbereitungsspiele zeigten einen positiven Trend, so dass die Eislöwen zu den Favoriten um den Aufstieg gehörten. Die Mannschaft wurde souverän Erster der Vorrundenstaffel Nord-Ost und in der Meisterrunde belegte sie Platz zwei hinter dem EHC München. Die erste Play-off-Runde gegen den EV Ravensburg wurde gewonnen, bevor die Halbfinal-Serie gegen die Hannover Indians folgte. Die ersten beiden Spiele verloren die Eislöwen knapp, entschieden die folgenden Partien der Play-off-Serie jedoch alle für sich. Da zwei Mannschaften aufstiegsberechtigt waren, war damit zugleich der sportliche Aufstieg in die 2. Bundesliga gesichert. Den Abschluss der Saison bildete die enge Finalserie gegen den EHC München, die im Penaltyschießen entschieden wurde. Die Eislöwen errangen den größten Erfolg in der Vereinsgeschichte – den Gewinn der Oberligameisterschaft.

### Aufstiege und Abstieg (2005–2009)
Für die erste Bundesligasaison in der Geschichte des Dresdner Eishockeys verpflichtete Manager Jan Tábor einige erfahrene Zweitligaspieler, zu denen David Musial und Marek Mastič gehörten. Als Aufsteiger etablierte sich das Team schnell in der Bundesliga und setzte sich in der Tabellenspitze fest. Die Adler Mannheim revanchierten sich in der ersten Runde des DEB-Pokals für die Niederlage im Vorjahr und die Eislöwen unterlagen vor heimischer Kulisse mit 1:2. Am Ende der Vorrunde qualifizierten sich die Eislöwen mit Platz sieben für die Play-offs. Dort bezwangen sie im Viertelfinale die Landshut Cannibals mit 4:3. Im Halbfinale scheiterten die Eislöwen nach drei Spielen am Sieger der Vorrunde, dem REV Bremerhaven. Im Laufe dieser Saison standen die Dresdner 23-mal an der Spitze der Tabelle. Herausragende Akteure in den Reihen der Dresdner waren Andrej Kaufmann, Gregory Schmidt und Marek Mastič im Tor, wobei Kaufmann den Verein nach der Saison in Richtung Wolfsburg verließ.
| Saison  | Liga  | Vorrunde  | Endrunde       |
| ------- | ----- | --------- | -------------- |
| 2005/06 | 2. BL | 7. Platz  | Halbfinale ↑   |
| 2006/07 | 2. BL | 11. Platz | Abstieg ↓      |
| 2007/08 | OL-N  | 1. Platz  | Meister ↑      |
| 2008/09 | 2. BL | 12. Platz | –              |
| 2009/10 | 2. BL | 9. Platz  | Pre-Playoffs↑  |
| 2010/11 | 2. BL | 6. Platz  | Halbfinale↑    |
| 2011/12 | 2. BL | 13. Platz | 1. Platz ↓     |
| 2012/13 | 2. BL | 10. Platz | –              |
| 2013/14 | DEL2  | 7. Platz  | Viertelfinale↑ |
| 2014/15 | DEL2  | 10. Platz | Viertelfinale↑ |
| 2015/16 | DEL2  | 7. Platz  | Halbfinale↑    |
| 2016/17 | DEL2  | 4. Platz  | Viertelfinale↑ |
| 2017/18 | DEL2  | 8. Platz  | Pre-Playoffs↑  |
| 2018/19 | DEL2  | 9. Platz  | Halbfinale↑    |
| 2019/20 | DEL2  | 10. Platz | Pre-Playoffs↑  |
| 2020/21 | DEL2  | 13. Platz | –              |
| 2021/22 | DEL2  | 2. Platz  | Viertelfinale↑ |
| 2022/23 | DEL2  | 5. Platz  | Viertelfinale↑ |
| 2023/24 | DEL2  | 13. Platz | ↓              |
| 2024/25 | DEL2  | 4. Platz  | Meister↑       |

↑ ↓ in der Auf-/Abstiegsrunde der jeweiligen Liga

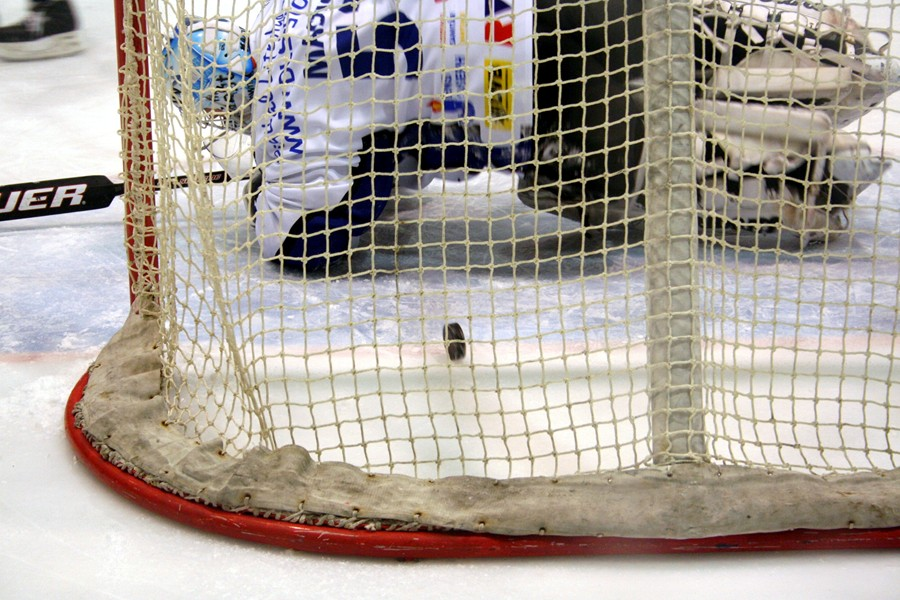
Marek Mastič geschlagen (Saison 2005/06)

Für die Spielzeit 2006/07 musste Jiří Kochta neun neue Spieler in die Mannschaft integrieren, da einige Leistungsträger der vergangenen Jahre die Eislöwen verlassen hatten. Im Oktober 2006 stabilisierte sich die Mannschaft, gewann acht Heimspiele in Folge und punktete hin und wieder bei Auswärtsspielen, so dass sich die Eislöwen im vorderen Tabellendrittel festsetzten. Großen Anteil an dieser Leistungssteigerung hatte die erste Reihe mit Daniel Menge, Martin Sekera und Gregory Schmidt. Aufgrund mehrerer Verletzungen setzten die Eislöwen im Laufe der Spielzeit mit Mastič, Norbert Pascha und Vlastimil Lakosil drei verschiedene Torhüter ein. Nach einer Niederlagenserie trat Trainer Jiří Kochta Anfang Februar 2007 zurück. Seinen Posten übernahm am 8. Februar Stefan Mikes, der jedoch keine sofortigen Erfolge brachte. Die Eislöwen verpassten mit einem Abstand von sechs Punkten die Play-offs und traten in den Play-downs gegen die Lausitzer Füchse an. Die Lausitzer hatten mit Nolan McDonald einen überragenden Torhüter, so dass die Dresdner nach zwei Siegen und vier Niederlagen im Modus Best of Seven sportlich in die Oberliga abstiegen.
Nach dem Abstieg in die dritte Spielklasse wurde die Mannschaft der Eislöwen stark verändert. Verpflichtet wurden neben Spielern der tschechoslowakischen Eishockeyschule zwei Kanadier, Kevin Gardner und Jason Lundmark. Außerdem kehrte Publikumsliebling Petr Sikora nach einem Jahr beim SC Riessersee in die Mannschaft zurück. Des Weiteren wurde mit Marian Hurtík ein neuer Trainer eingestellt. Während der Vorbereitung auf die Saison wurde mit der Freiberger Arena die neue Heimspielstätte der Eislöwen eröffnet. Die Saison 2007/08 begann mit Serien von sieben Siegen und 15 Heimsiegen. Als sich gegen Jahreswechsel die Niederlagen häuften, wurden einige Spieler ausgewechselt. Da das Saisonziel Wiederaufstieg zwischenzeitlich gefährdet schien, kümmerten sich seit Ende Februar 2008 Manager Jan Tábor und der verletzte Spieler Petr Sikora um das operative Training, während Hurtik als Co-Trainer beschäftigt wurde. Am Ende der regulären Saison stand die Mannschaft auf Platz eins der Nordgruppe. Im Viertelfinale besiegte das Team den ESV Kaufbeuren in fünf Spielen mit 4:1. Im Halbfinale folgte eine Serie gegen den EV Füssen, welche die Eislöwen mit 4:1 gewannen. Damit war das vor der Saison ausgegebene Ziel – der sofortige Wiederaufstieg in die 2. Bundesliga – erreicht. Da keine Finalspiele im Spielmodus der Oberliga vorgesehen waren und der direkte Vergleich gegen den EC Bad Tölz gewonnen wurde, erreichten die Eislöwen zudem die zweite Oberligameisterschaft der Vereinsgeschichte.
Mit einem Großteil der Aufstiegsmannschaft und einem neuen Co-Trainer, dem Deutsch-Rumänen Otto Keresztes, begann die Saison 2008/09. Aufgrund einer Serie von Niederlagen legte Jan Tábor im Oktober 2008 sein Traineramt nieder und Keresztes übernahm es. Als auch dieser Wechsel keine Erfolge brachte, wurde im Januar 2009 mit Markus Berwanger ein neuer Cheftrainer verpflichtet. Ende Januar beendete Jan Tábor seine Tätigkeit als Sportmanager, sein Amt wurde Mitte Februar mit Steffen Ziesche, dem ehemaligen Manager der Eisbären Berlin Juniors, neu besetzt. Trotz der personellen Veränderungen erreichte die Mannschaft den 12. und damit vorletzten Tabellenplatz. Die anschließende Play-down-Runde wurde nicht ausgespielt, da während der Saison die Tölzer Löwen einen Insolvenzantrag stellten und somit vorzeitig als einziger Absteiger feststanden.

### Wirtschaftliche Probleme und Sanierungskonzept (2009–2018)
Vor der Spielzeit 2009/10 verpflichtete Sportmanager Steffen Ziesche eine komplett neue Mannschaft, einzig Jason Miller bekam eine Vertragsverlängerung. Kurz vor Saisonstart gab der neue Geschäftsführer Matthias Broda der Eislöwen Spielbetriebs GmbH eine Etat-Unterdeckung von etwa 500.000 Euro bekannt, so dass die Eishockeyspielbetriebsgesellschaft (ESBG) mit Lizenzentzug drohte. Der Entzug der Lizenz wurde durch die Akquise neuer Sponsoren, die Erhöhung von bestehenden Sponsoring-Verträgen, durch Patronatserklärungen vieler Fans und die Stundung von Mietkosten an die Stadt Dresden verhindert. Als Bestrafung für die falschen Angaben des alten Geschäftsführers im Rahmen der Lizenzierung wurden den Eislöwen acht Punkte abgezogen.
Auch vor der Saison 2010/11 musste die wirtschaftliche Situation dem Aufsichtsrat der ESBG vorgestellt werden. Die Sitzung ergab, dass durch die Eislöwen zunächst die wirtschaftlichen Grundlagen für die Lizenzerteilung zu schaffen seien. So mussten bis zum 30. Juni 2010 zwei Auflagen – die Klärung der Mietverträge und der Rangrücktritt der Verbindlichkeiten mit der Landeshauptstadt – erfüllt werden. Anfang Juli 2010 erhielten die Dresdner Eislöwen die Lizenz.
Im Februar 2012 traten am Dach der EnergieVerbund Arena Risse auf, so dass Wasser in das Gebäude eindrang und zu Schäden an Anlagen führte. Durch eine notdürftige Reparatur konnte die Saison 2011/12 zu Ende gespielt werden, ehe ab Juli 2012 eine Sanierung des Hallendaches erfolgte. Durch die Baumaßnahmen konnten die Eislöwen vor der folgenden Spielzeit keine Vorbereitungs-Heimspiele durchführen und traten bis Ende Oktober 2012 ausschließlich zu Auswärtsspielen an. Durch die Einnahmeausfälle kam es zu Liquiditätsengpässen bei der Spielbetriebsgesellschaft.
Im Mai 2013 wurde erneut eine drohende Insolvenz abgewendet, als der Stadtrat einem Rangrücktritt zustimmte und Schulden in Höhe von über 470.000 Euro stundete.
Mit Volker Schnabel wurde im Frühjahr 2014 ein neuer Geschäftsführer vorgestellt, der die Sanierung der Spielbetriebs-GmbH als vorrangiges Ziel sah.
Im April 2014 stimmte der Dresdner Stadtrat dem Sanierungskonzept der Eislöwen zu und verzichtete dabei auf etwa 300.000 Euro Schulden. Zudem wurden Schulden in Höhe von 150.000 Euro gestundet und die Miete für die Arena verringert. Im April 2018 wurde die letzte Rate a 50.000 Euro an die Stadt zurückgezahlt und damit die Sanierung des Klubs abgeschlossen. Zudem wurde im Frühjahr 2018 die Geschäftsführung der Spielbetriebsgesellschaft sowie die sportliche Führung neu aufgestellt.

### Trainerwechsel, Konsolidierung und DEL-Aufstieg (2018–2025)

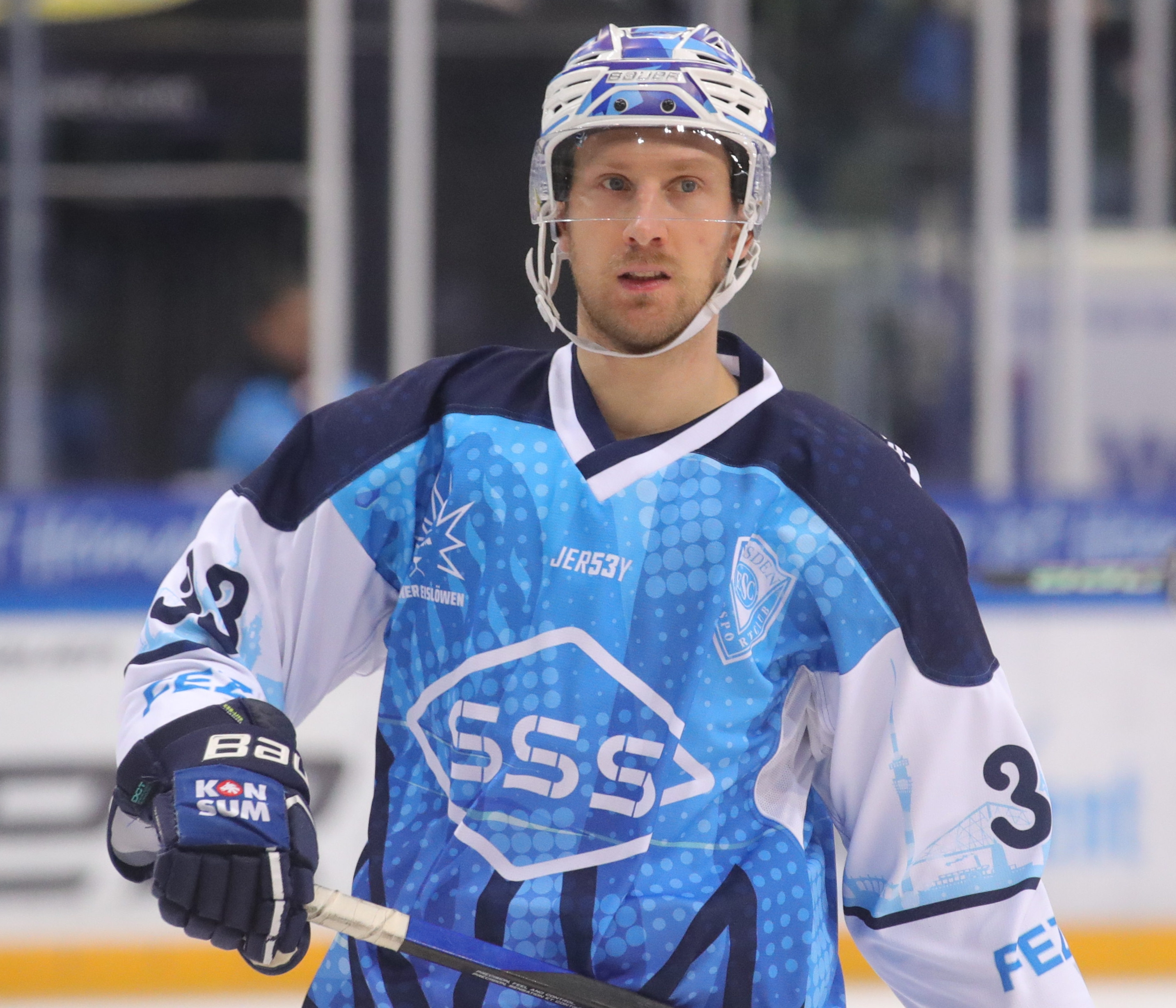
Dresdner Eislöwen gegen Lausitzer Füchse (2023)

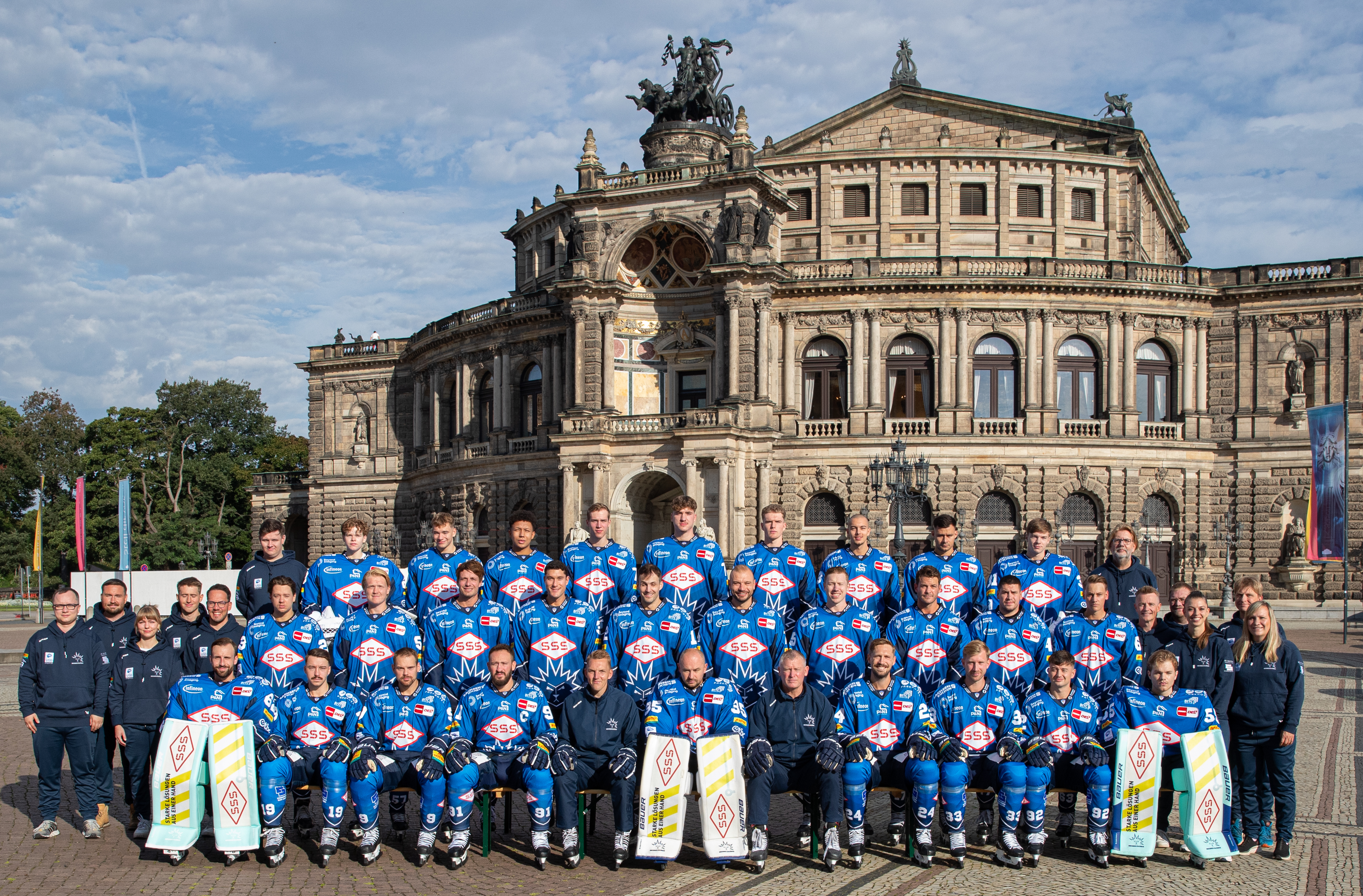
Mannschaftskader für die erste DEL-Saison vor der Semperoper, Aug. 2025

Im Jahr 2021 wurde erstmals in der Geschichte der Eislöwen die Position des Sportdirektors etabliert und mit Matthias Roos besetzt. Dieser formte in den folgenden Jahren ein sportliches Umfeld, um ambitionierte Sportler und Trainer wie Andrew Yogan, Niklas Sundblad, Drew LeBlanc oder Dane Fox verpflichten zu können. Zudem schuf er mit Manager Maik Walsdorf die Voraussetzungen, um jährlich die DEL-Bürgschaft zu hinterlegen und damit die wirtschaftlichen Bedingungen für einen Aufstieg zu erfüllen. So wurde unter anderem im Sommer 2024 ein Videowürfel über der Eisfläche der Arena installiert. Durch eine Erhöhung der Einlagen hatten die Eislöwen in der Saison 2024/25 einen Etat von etwa 4,5 Millionen Euro und gehörten damit zu den finanziellen Spitzenklubs der Liga. Am Ende der Hauptrunde 2024/25 belegten die Eislöwen den vierten Platz, nachdem sie die Tabelle lange angeführt hatten. In den Playoffs besiegten sie die Starbulls Rosenheim, die Kassel Huskies und im Finale die Ravensburg Towerstars und stiegen damit in die DEL auf. Ende Juni 2025 erhielten die Eislöwen die Lizenz für die Deutsche Eishockey Liga.

## Mannschaft

### Kader der Saison 2025/26
Stand: 10. August 2025
| Nr. | Nat.               | Spieler             | Pos. | Geburtsdatum       | im Team seit | Geburtsort                         |
| --- | ------------------ | ------------------- | ---- | ------------------ | ------------ | ---------------------------------- |
| 51  | Deutschland        | Marvin Berbner      | G    | 11. März 2006      | 2024         | Mannheim, Deutschland              |
| 35  | Slowakei           | Július Hudáček      | G    | 9. August 1988     | 2025         | Spišská Nová Ves, Tschechoslowakei |
| 62  |                    | Janick Schwendener  | G    | 30. Juni 1992      | 2021         | Chur, Schweiz                      |
| 61  | Vereinigte Staaten | Justin Braun        | D    | 10. Februar 1987   | 2025         | Vadnais Heights, Minnesota, USA    |
| 23  | Deutschland        | Oliver Granz        | D    | 18. September 1997 | 2024         | Landshut, Deutschland              |
| 25  | Kanada             | Tariq Hammond       | D    | 5. Dezember 1993   | 2024         | Calgary, Alberta, Kanada           |
| 57  | Schweden           | Emil Johansson      | D    | 6. Mai 1996        | 2025         | Växjö, Schweden                    |
| 24  |                    | Simon Karlsson – A  | D    | 23. Juli 1993      | 2021         | Karlskrona, Schweden               |
| 56  | Deutschland        | Felix Krüger        | D    | 21. August 2007    | 2020         | Dresden, Deutschland               |
| 3   | Vereinigte Staaten | Alec McCrea         | D    | 12. Januar 1995    | 2025         | San Diego, Kalifornien, USA        |
| 75  | Deutschland        | Bruno Riedl         | D    | 14. Oktober 2002   | 2020         | Halle (Saale), Deutschland         |
| 33  |                    | David Suvanto       | D    | 18. August 1994    | 2021         | Hedemora, Schweden                 |
| 92  |                    | Tomáš Andres – A    | C    | 12. April 1996     | 2021         | Ústí nad Labem, Tschechien         |
| 71  | Deutschland        | Malte Barthold      | F    | 4. August 2006     | 2022         | Deutschland                        |
| 17  | Kanada             | Lance Bouma         | LW   | 25. März 1990      | 2025         | Provost, Alberta, Kanada           |
| 27  | Kanada             | Dane Fox            | LW   | 13. Oktober 1993   | 2024         | Chatham, Ontario, Kanada           |
| 96  | Deutschland        | Karl Gärtner        | F    | 6. März 2006       | 2023         | Berlin, Deutschland                |
| 47  |                    | Sebastian Gorčík    | RW   | 5. September 1995  | 2024         | Rýmařov, Tschechien                |
| 32  | Deutschland        | Ricardo Hendreschke | LW   | 22. Januar 2003    | 2016         | Dresden, Deutschland               |
| 73  |                    | Connor Korte        | F    | 31. Januar 2003    | 2025         | Oberndorf bei Salzburg, Österreich |
| 9   | Vereinigte Staaten | Drew LeBlanc        | C    | 29. Juni 1989      | 2024         | Hermantown, Minnesota, USA         |
| 84  | Kanada             | Trevor Parkes       | RW   | 13. Mai 1991       | 2025         | Fort Erie, Ontario, Kanada         |
| 8   | Vereinigte Staaten | Austin Ortega       | RW   | 12. April 1994     | 2025         | Escondido, Kalifornien, USA        |
| 20  | Deutschland        | Matthias Pischoff   | RW   | 2. August 2004     | 2023         | Solingen, Deutschland              |
| 19  | Deutschland        | Niklas Postel       | C    | 19. März 1998      | 2022         | Schongau, Deutschland              |
| 63  |                    | David Rundqvist – A | C    | 13. Januar 1993    | 2021         | Karlstad, Schweden                 |
| 15  | Vereinigte Staaten | C. J. Suess         | C    | 17. März 1994      | 2025         | Forest Lake, Minnesota, USA        |
| 74  |                    | Tomáš Sýkora        | LW   | 4. Juli 1990       | 2024         | Banská Bystrica, Tschechoslowakei  |
| 91  |                    | Travis Turnbull – C | C    | 7. Juli 1986       | 2024         | Chesterfield, Missouri, USA        |
| 12  | Vereinigte Staaten | Andrew Yogan        | C    | 4. Dezember 1991   | 2024         | Coconut Creek, Florida, USA        |

Trainerstab
| Tätigkeit   | Nat.     | Name               | Geburtsdatum     | Im Team seit | Geburtsort          |
| ----------- | -------- | ------------------ | ---------------- | ------------ | ------------------- |
| Cheftrainer | Schweden | Niklas Sundblad    | 3. Januar 1973   | 2024         | Stockholm, Schweden |
| Co-Trainer  | Finnland | Petteri Kilpivaara | 10. Oktober 1985 | 2018         | Finnland            |

### Bedeutende frühere Mannschaften

#### Oberliga-Meistermannschaft 2004/05
Dem Eislöwen-Kader der Spielzeit 2004/05 gehörten 20 Spieler an, so dass Trainer Jiří Kochta nur drei Angriffsreihen zur Verfügung standen. Thomas Mittermeier verließ die Mannschaft im Dezember 2004, dafür verstärkten sich die Eislöwen im Januar 2005 mit Gregory Schmidt, der vom ERV Schweinfurt nach Dresden kam.
| Position      | Name |
| Tor:          | Iiro Itämies, Norbert Pascha |
| Verteidigung: | Petr Molnár, Jakub Körner, Martin Masak, Robert Hoffmann, Robin Sochan, Jan Schertz, Pavel Weiß, Thomas Mittermeier                             |
| Sturm:        | Kilian Glück, Pavel Vít, Jan Welke, Petr Sikora, Petr Hrubý, Andreas Henkel, Gregory Schmidt, Torsten Schwarz, Mike Dolezal, Jędrzej Kasperczyk |
| Trainer:      | Jiří Kochta (Chef-Trainer), Jan Tábor (Manager)                                                                                                 |

#### Oberliga-Meistermannschaft 2007/08
Vor der Saison 2007/08 wurde ein großer Teil der Mannschaft ausgetauscht, nur Norbert Pascha, Marcel Linke, Kilian Glück, Pavel Vít, Petr Hrubý und Michael Schmerda erhielten eine Vertragsverlängerung. Während der Saison verließen David Musial, Erik Pipp und Markus Rohde die Eislöwen, dafür kehrte Jakub Körner nach Dresden zurück und sowohl Jason Deleurme, als auch Michal Schön wurden neu verpflichtet.
| Position      | Name |
| Tor:          | Michal Mařík, Norbert Pascha |
| Verteidigung: | Jason Lundmark, Marcel Linke, Andreas Maier, Martin Hamann, Roman Weilert, Jakub Körner |
| Sturm:        | Kilian Glück, Pavel Vít, Adriano Carciola, Petr Sikora, Petr Hrubý, Kevin Gardner, Jason Deleurme, David Čermák, Michael Schmerda, Markus Guggemos, Daniel Menge, Jiří Mikesz, Michal Schön |
| Trainer:      | Jan Tábor (Chef-Trainer), Marian Hurtík und Petr Sikora (Co-Trainer) |

#### DEL2-Meistermannschaft 2024/25
Vor der Saison 2024/25 wurde die Mannschaft stark verstärkt, unter anderem mit zwei Meisterspielern der Eisbären Regensburg – Andrew Yogan und Tariq Hammond – sowie Dane Fox und Drew LeBlanc aus der DEL. Kurz vor Beginn der Playoffs wurde zudem noch Jacob Friend zur Stärkung der Abwehr verpflichtet.
| Position      | Name |
| Tor:          | Danny aus den Birken, Janick Schwendener |
| Verteidigung: | Jacob Friend, Oliver Granz, Tariq Hammond, Vincent Hessler, Simon Karlsson, Felix Krüger, Bruno Riedl, Samuel Schindler, David Suvanto, Arne Uplegger |
| Sturm:        | Tomáš Andres, Yannick Drews, Dane Fox, Sebastian Gorčík, Ricardo Hendreschke, Drew LeBlanc, Matěj Mrázek, Matthias Pischoff, Johan Porsberger, Niklas Postel, David Rundqvist, Nicolas Schindler, Tomáš Sýkora, Travis Turnbull, Mitch Wahl, Andrew Yogan |
| Trainer:      | Niklas Sundblad (Chef-Trainer), Petteri Kilpivaara (Co-Trainer) |

## Spieler

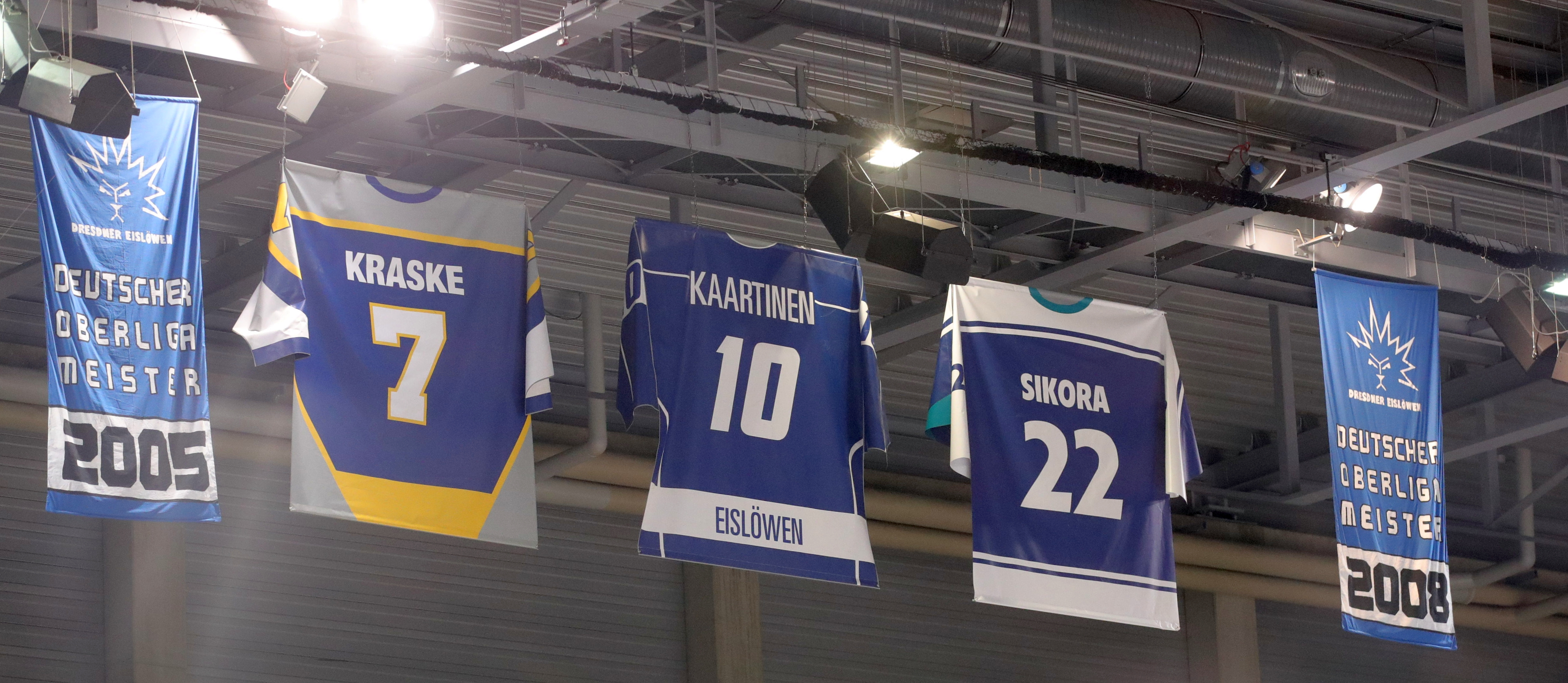
Die Trikots der gesperrten Nummern in der Joynext Arena

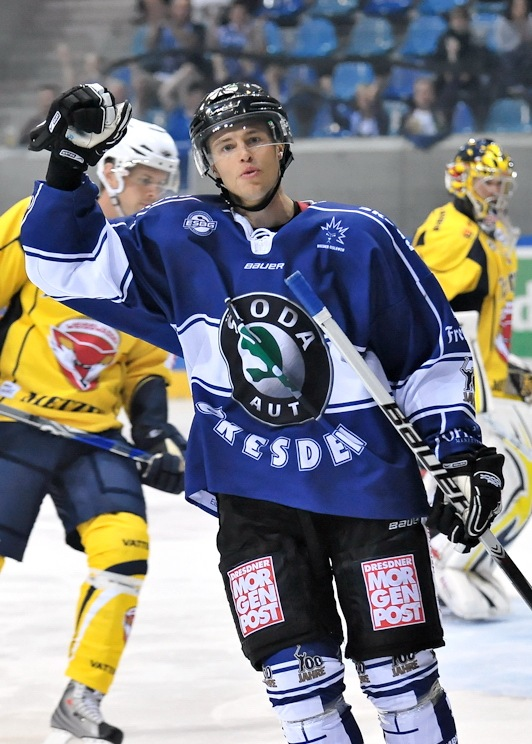
Sami Kaartinen erzielte 155 Tore im Trikot der Eislöwen

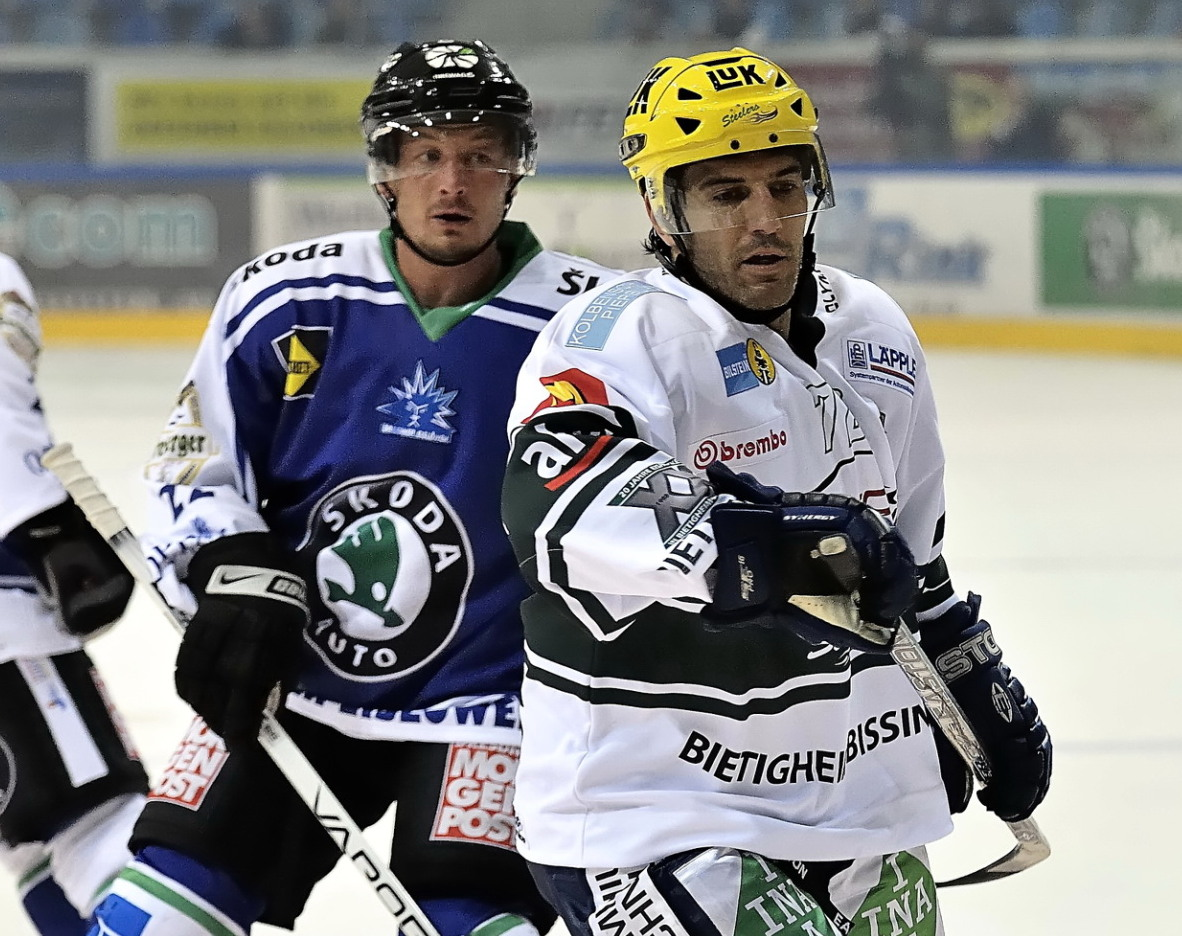
Petr Sikora (li.) – Topscorer der Eislöwen

### Gesperrte Nummern
- #7 René „Susi“ Kraske – einer der „Aufbauhelfer“ des Dresdner Eishockeysports nach 1990, heute Nachwuchstrainer beim ESC Dresden und beim Sächsischen Eissportverband
- #10 Sami Kaartinen – Mit 155 Toren zwischen 2009 und 2015 Bester Torschütze und Publikumsliebling der Eislöwen[37]
- #22 Petr Sikora – Topscorer der Eislöwen und über viele Jahre Publikumsliebling.[38]

### Vereinsinterne Rekorde
Seit 1999 haben viele Spieler das Eis für die Eislöwen betreten. Zu den überragenden Akteuren der Eislöwen gehören die Tschechen Petr Sikora und Pavel Vít.
| Rekordspieler |                 |        |
| Platz         | Spieler         | Spiele |
| 1.            | Steven Rupprich | 361    |
| 2.            | Pavel Vít       | 344    |
| 3.            | Petr Sikora     | 334    |
| 4.            | René Kramer     | 328    |
| 5.            | Sami Kaartinen  | 302    |

| Punkte pro Spiel |                  |        |
| Platz            | Spieler          | Pkt/Sp |
| 1.               | Kris Sparre      | 1,73   |
| 2.               | Jaroslav Buchal  | 1,55   |
| 3.               | František Ševčík | 1,47   |
| 4.               | Luigi Calce      | 1,38   |
| 5.               | Petr Sikora      | 1,36   |

| Top-Scorer |                   |               |
| Platz      | Spieler           | Punkte (T/A)  |
| 1.         | Petr Sikora       | 454 (151/303) |
| 2.         | Jordan Knackstedt | 356 (118/238) |
| 3.         | Sami Kaartinen    | 331 (155/176) |
| 4.         | Nick Huard        | 241 (101/140) |
| 5.         | Patrick Jarrett   | 233 (67/166)  |

| Top-Torschützen |                   |      |
| Platz           | Spieler           | Tore |
| 1.              | Sami Kaartinen    | 155  |
| 2.              | Petr Sikora       | 151  |
| 3.              | Jordan Knackstedt | 118  |

| Top-Vorlagengeber |                   |          |
| Platz             | Spieler           | Vorlagen |
| 1.                | Petr Sikora       | 303      |
| 2.                | Jordan Knackstedt | 238      |
| 3.                | Sami Kaartinen    | 176      |

| Strafminuten |                 |         |
| Platz        | Spieler         | Minuten |
| 1.           | Pavel Vít       | 535     |
| 2.           | Jakub Körner    | 445     |
| 3.           | Robert Hoffmann | 416     |

(alle Statistiken befinden sich auf dem Stand zum Ende der Saison 2022/23; für die Zeit vor 1999 liegen keine Statistiken vor)

### Bedeutende ehemalige Spieler
Den Dresdner Fans sind folgende Spieler besonders in Erinnerung, da sie sich bei den Eislöwen durch viele erzielte Tore, Teamgeist oder Kampfbereitschaft auszeichneten.
| - Jaroslav „Jaro“ Buchal (Stürmer; 2000–2001; 2007) Mit seinen 35 Toren und 50 Vorlagen in 44 Spielen in der Spielzeit 2000/01 gehört Buchal zu den effizientesten Spielern der Vereinsgeschichte, so dass er am Ende der Spielzeit 2005/06 zurück nach Dresden geholt wurde. - Mike Dolezal (Stürmer; 2001/02; 2003–2005) Mitglied der Meistermannschaft 2004/05 und aufgrund seiner Spieleinstellung und Persönlichkeit einer der Publikumslieblinge. - Guido Hiller (Stürmer; 1999–2002) Hiller war (Assistenz-)Kapitän und einer der Führungsspieler zu Beginn der Oberligazeit. - Robert Hoffmann (Verteidiger; 2003–2006) Robuster Verteidiger, der zur Meistermannschaft 2004/05 gehörte und bei den Fans aufgrund seiner kompromisslosen Spielweise und seines Kampfgeistes in Erinnerung bleibt. - Jordan Knackstedt (Stürmer; 2018–2023) Führungsspieler, langjähriger Kapitän und einer der Topscorer der Eislöwen. Über 300 Pflichtspiele für die Eislöwen. | - René Kramer (Verteidiger; 2015–2021) Langjähriger Führungsspieler und Kapitän der Eislöwen. Über 300 Pflichtspiele für die Eislöwen. - Martin Masák (Verteidiger; 1999–2005) Masák absolvierte sechs Spielzeiten in Dresden und ist der punktbeste Verteidiger der Eislöwen seither. Zudem gehörte er der Meistermannschaft 2004/05 an. - Petr Molnár (Verteidiger; 1999–2005) Molnár war wie Masák sechs Jahre bei den Eislöwen und gehörte ebenso dem Meisterkader der Saison 2004/05 an. Im Gegensatz zu Masák war er ein eher defensiver Verteidiger, der Tore des Gegners verhinderte. - David Musial (Stürmer; 2005–2008) David Musial kam 2005 nach Dresden und gehörte bis 2008 mit seiner technisch versierten Spielweise zu den prägenden Figuren innerhalb der Mannschaft. - Richard Richter (Stürmer; 2001–2004) Mit 206 Punkten in 163 Spielen für die Eislöwen gehörte Richter zu den effizientesten Spielern der frühen 2000er Jahre. | - Gregory Schmidt (Stürmer; 2004–2007) Schmidt gehörte zur Meistermannschaft 2004/05 und war einer der wenigen kanadischen Spieler, die sich in Dresden durchsetzen konnten. Er war maßgeblich am Aufstieg und dem Erfolg in der 2. Bundesliga beteiligt. - František Ševčík und Milan Kubis (Stürmer; 1999–2001) Dieses Duo hatte großen Anteil am guten Abschneiden der Eislöwen in den ersten zwei Jahren nach dem Aufstieg in die Oberliga. Ševčíks 134 Scorerpunkte in 91 Pflichtspielen setzten bis heute Maßstäbe in Bezug auf Spieleffizienz. - Robert Slávik (Torhüter; 2000–2002) Robert Slávik war einer der Erfolgsgaranten der Eislöwen in den ersten Jahren der Oberligateilnahme. - Pavel Vít (Stürmer; 2002–2008) Pavel Vít absolvierte insgesamt sechs Spielzeiten in Dresden und gehörte ob seiner Spielweise und -einstellung zu den beliebtesten Spielern bei den Fans. - Patrick Jarrett (Stürmer; 2009–2013) Patrick Jarrett war vier Spielzeiten in der 2. Bundesliga bei den Dresdner Eislöwen, wo sich der Kapitän mit seiner Einstellung schnell in die Herzen der Fans spielte. |

### Teilnahmen von Spielern am ESBG All-Star Game

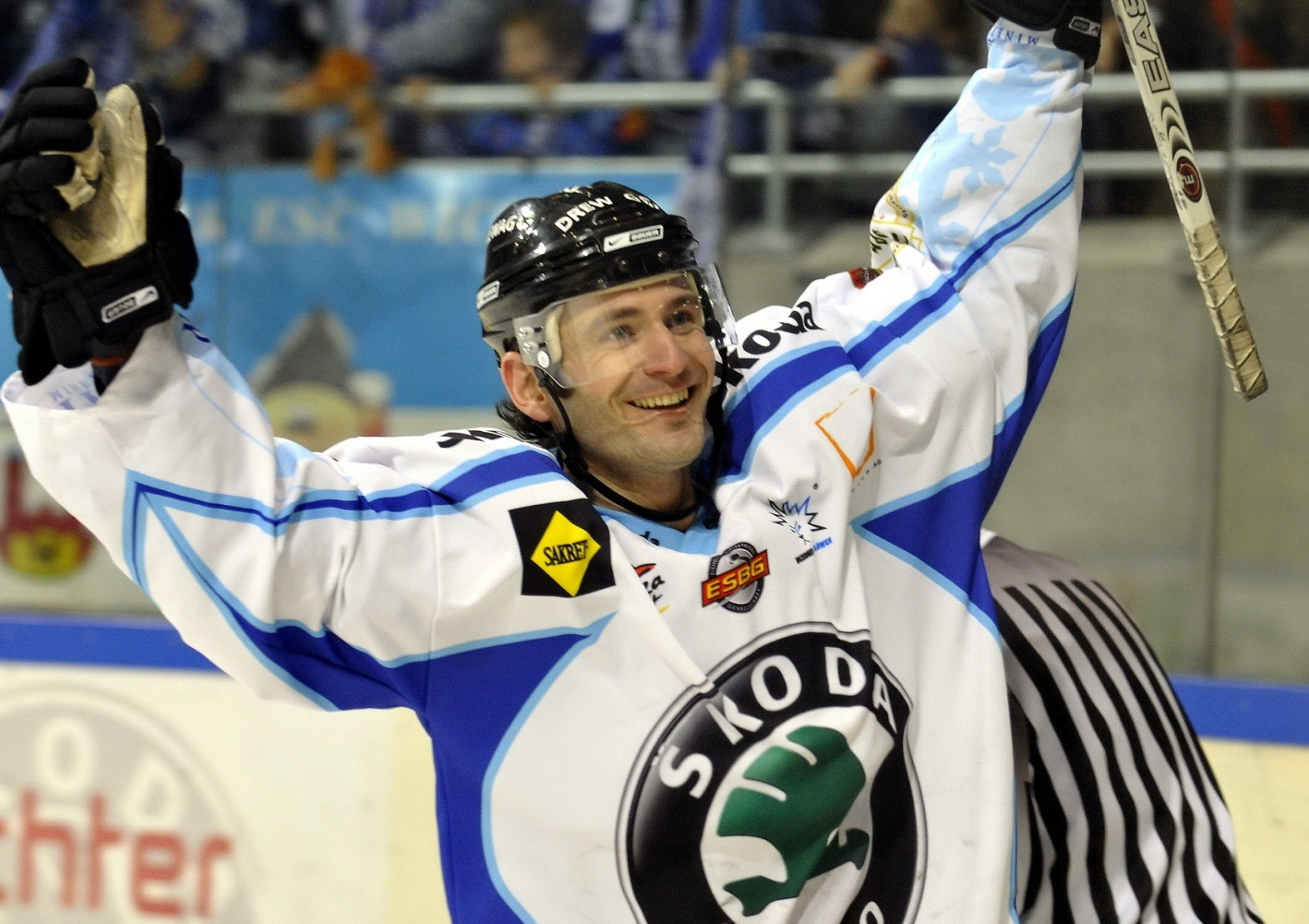
David Musial, Teilnehmer am All-Star Game 2006

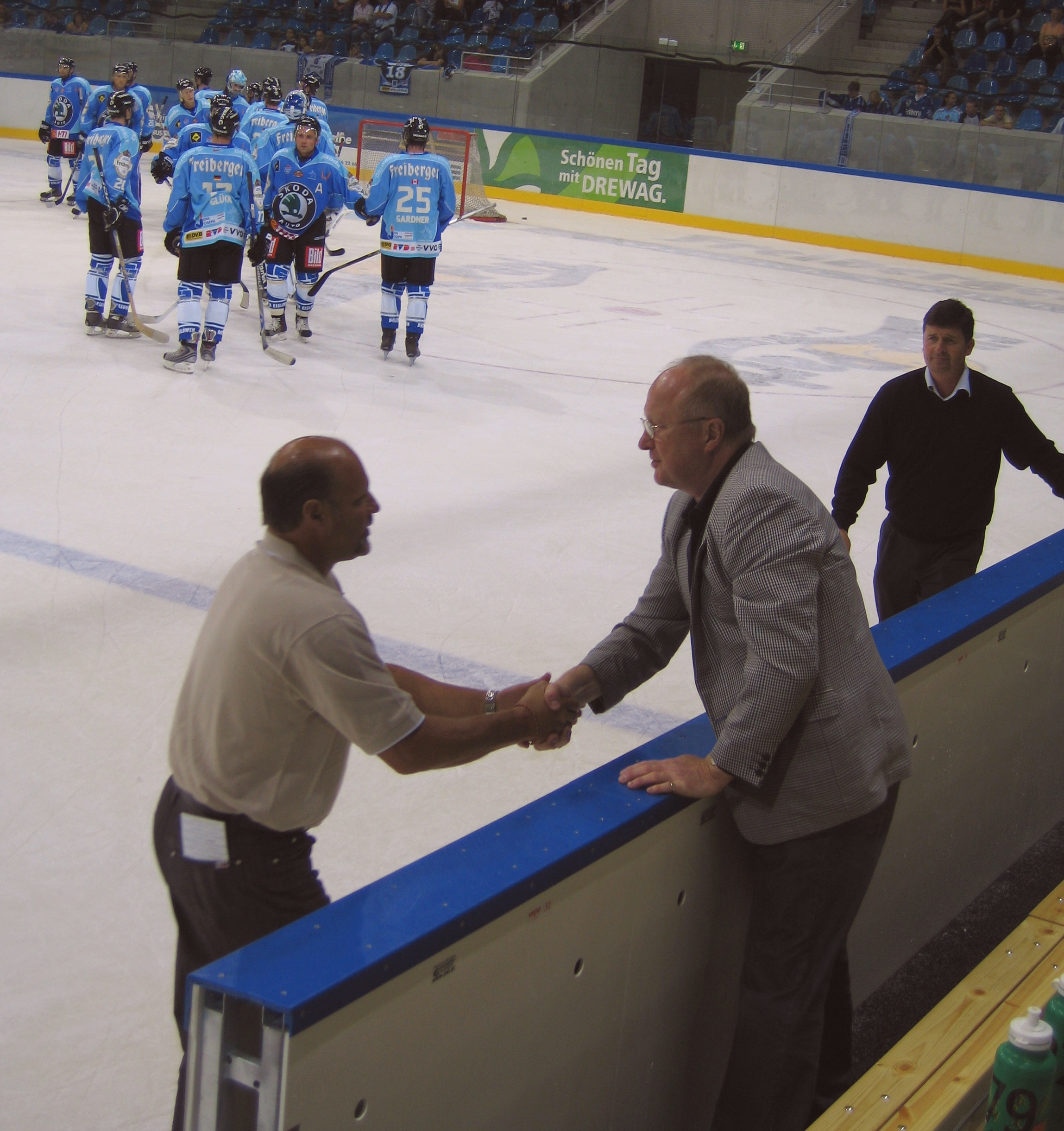
Marian Hurtík (Mitte), Teilnehmer am All-Star Game 2008

Das ESBG-Allstar-Game fand zwischen 2006 und 2008 jährlich statt und vereinte die besten Spieler der 2. Bundes- und Oberliga.
(Jahr/Team und Position in Klammern)
| - David Musial (2006/Team Schwarz-Rot-Gold, Stürmer) - Andrej Kaufmann (2006/Team Schwarz-Rot-Gold, Stürmer) - Jiří Kochta (2006/Team United Nations, Trainer) |  | - Daniel Menge (2007/Team Germany, Stürmer) - Michal Mařík (2008/Team United Nations, Torhüter) - Marian Hurtík (2008/Team United Nations, Trainer) |

### Teilnahmen von Spielern am DEL All-Star-Game
Da das DEL All-Star Game 2008 in der Freiberger Arena in Dresden ausgetragen wurde, durften die Fans jeweils einen Spieler der Eislöwen für das Team Europa und Team Nordamerika nominieren. Zudem rückte der Dresdner Torhüter Michal Mařík wegen einer Verletzung von Dimitrij Kotschnew in das Team der Europäer nach.
- Petr Sikora
(2008/Team Europa, Stürmer)
- Kevin Gardner
(2008/Team Nordamerika, Stürmer)
- Michal Mařík
 (2008/Nachrücker für das Team Europa, Torhüter)

## Trainer
Seit Gründung des ESC Dresden haben vor allem Trainer aus der ehemaligen Tschechoslowakei das Eishockey in Dresden geprägt. Zunächst wurde die Mannschaft von Rolf Thieme betreut, der bei der ersten DDR-Meisterschaft 1949 als Spieler aktiv war. In der Spielzeit 1993/94 übernahm Christian Domschke den Trainerposten, der heute noch im Traditionsteam der Eislöwen aufläuft.
| Bisherige Trainer der Dresdner Eislöwen |                                      |                                       |
| Zeitraum                                | Trainer                              | Co-Trainer                            |
| 1989–1993                               | Rolf Thieme                          |                                       |
| 1993–1994                               | Christian Domschke und Stefan Berger |                                       |
| 1994–1998                               | Josef Kovacik (Spielertrainer)       |                                       |
| 1998–1999                               | Viktor Lukeš                         |                                       |
| 1999–2000                               | Ivan Horák                           |                                       |
| 2001–Dez. 2002                          | Rudolf Sindelar                      | Ivan Horák (2000/01)                  |
| Dez. 2002–Feb. 2007                     | Jiří Kochta                          | Jan Schertz (2006/07)                 |
| Feb.–April 2007                         | Stefan Mikes                         | Jan Schertz (2006/07)                 |
| April 2007–Jan. 2008                    | Marian Hurtík                        |                                       |
| Jan.–Okt. 2008                          | Jan Tábor                            | Marian Hurtík (Jan.–April 2008)       |
| Jan.–Okt. 2008                          | Jan Tábor                            | Otto Keresztes (April–Okt. 2008)      |
| Okt. 2008–Jan. 2009                     | Otto Keresztes                       |                                       |
| Jan. 2009–März 2009                     | Markus Berwanger                     | Otto Keresztes                        |
| April 2009-Dez. 2015                    | Thomas Popiesch                      | Moritz Schmidt (2009–2011), (2012/13) |
| April 2009-Dez. 2015                    | Thomas Popiesch                      | Mirco Theurer (2011–2012)             |
| April 2009-Dez. 2015                    | Thomas Popiesch                      | Anton Raubal (2013–2015)              |
| Jan. 2016–2017                          | Bill Stewart                         | Jochen Molling (ab Jun. 2016)         |
| 2017–2018                               | Franz Steer                          | Jochen Molling (ab Jun. 2016)         |
| Juni–Okt. 2018                          | Jochen Molling                       | Petteri Kilpivaara                    |
| Okt. 2018–Okt. 2019                     | Brad Gratton                         | Petteri Kilpivaara                    |
| Okt. 2019–Dez. 2020                     | Rico Rossi                           | Petteri Kilpivaara                    |
| Dez. 2020–Feb. 2023                     | Andreas Brockmann                    | Petteri Kilpivaara                    |
| Feb.–Apr. 2023                          | Petteri Kilpivaara                   | Steven Rupprich                       |
| Okt. 2023–Dez. 2023                     | Corey Neilson                        | Petteri Kilpivaara                    |
| Nov. 2023 –Jan. 2024                    | Petteri Kilpivaara                   | Steven Rupprich                       |
| seit Jan. 2024                          | Niklas Sundblad                      | Petteri Kilpivaara                    |

Nachdem in der Sachsenliga lange Josef Kovacik als Spielertrainer gearbeitet hatte, wurde mit dem Aufstieg in die Oberliga der Tscheche Ivan Horák verpflichtet, der die Mannschaft in der ersten Oberliga-Spielzeit in die Play-offs führte. Im Sommer 2000 wurde die Mannschaft von Rudolf Sindelar übernommen, der zuvor Vereine wie den EHC Straubing, EV Landshut und den EC Villacher SV betreut hatte. Er führte das Team bis in das Halbfinale der Play-offs 2001/02, wurde jedoch aufgrund sportlicher Misserfolge im Dezember 2002 entlassen.

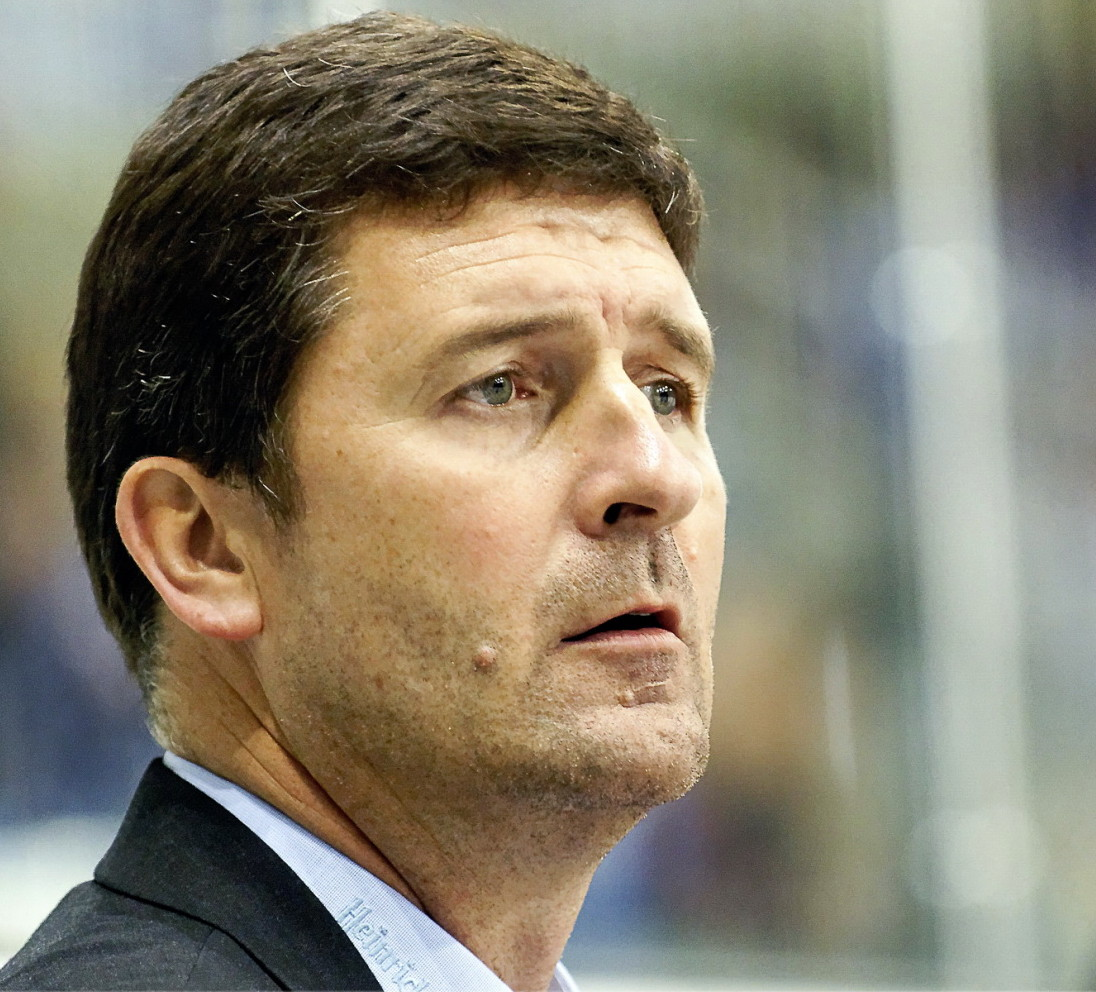
Jan Tábor, Trainer von Januar bis Oktober 2008

Sein Amt übernahm der ehemalige Weltmeister Jiří Kochta, der das Dresdner Eishockey in den folgenden fünf Jahren prägen sollte. Zusammen mit dem ehemaligen Spieler und damaligen Manager Jan Tábor verpflichtete er immer wieder tschechische Eishockeyspieler, mit denen er das in Tschechien typische, technisch versierte Eishockey kultivierte. Kochta erreichte in der Saison 2004/05 den größten Erfolg der Vereinsgeschichte, als er die Mannschaft zur Oberligameisterschaft und zum Aufstieg in die 2. Bundesliga führte. In der folgenden Spielzeit führte er die Eislöwen bis ins Play-off-Halbfinale, trat jedoch aufgrund sportlicher Erfolglosigkeit im Februar 2007 von seinem Amt zurück. Er blieb dem Verein in der Funktion des Spielerbeobachters erhalten. Als Nachfolger wurde der Slowake Stefan Mikes verpflichtet, der den Abstieg in die Oberliga nicht verhinderte.
Im April 2007 wurde Marian Hurtík als Cheftrainer unter Vertrag genommen, der die Mannschaft zurück in die 2. Bundesliga führen sollte. Nach einigen Niederlagen im Januar 2007 übernahm Manager Jan Tábor jedoch das operative Training sowie die Spielbetreuung. Auch nach dem Wiederaufstieg arbeitete Tábor als Trainer und Manager weiter, ihm zur Seite stand der ehemalige Spieler Otto Keresztes. Nach einer Niederlagenserie zu Beginn der Spielzeit 2008/09 trat Tábor vom Traineramt zurück und der unerfahrene Keresztes wurde Cheftrainer. Da sich der Erfolg abermals nicht einstellte, wurde mit Markus Berwanger im Januar 2009 ein neuer Trainer vorgestellt. Sein Vertrag sowie der seines Assistenten wurde nicht über die Saison hinaus verlängert.

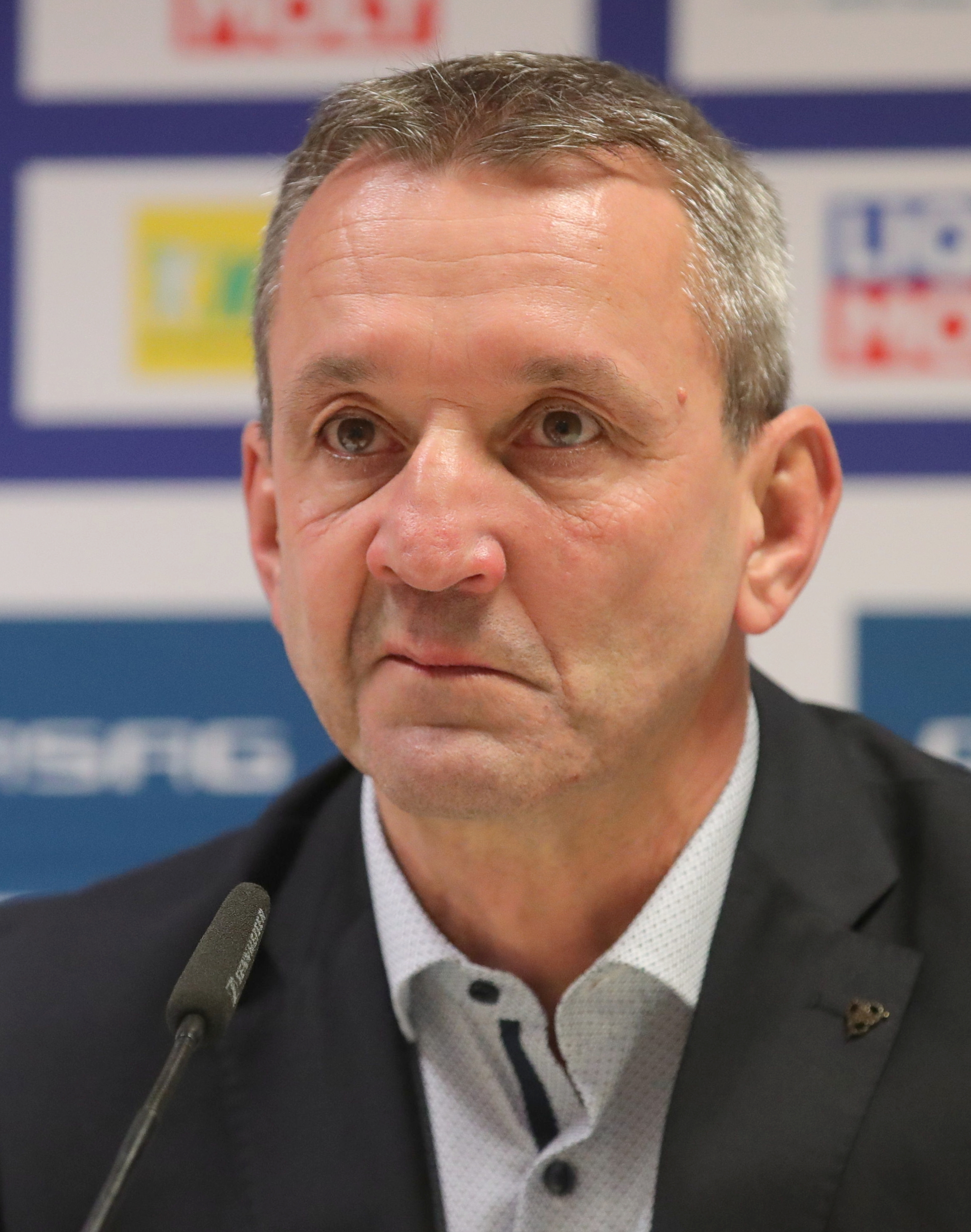
Thomas Popiesch

Zur Saison 2009/10 wurde Thomas Popiesch als neuer Trainer vorgestellt, der vom ostsächsischen Konkurrenten Lausitzer Füchse nach Dresden wechselte. Ihm stand zwischen 2009 und 2011 Moritz Schmidt als Co-Trainer zur Seite. Dieser wurde im Sommer 2011 durch Mirco Theurer ersetzt. Im Sommer 2013 übernahm der Oberbayer Anton Raubal das Amt des Co-Trainers, welches jener für zwei Jahre innehatte.
Am Silvestertag 2015 wurde Thomas Popiesch wegen anhaltender Erfolglosigkeit von seinen Aufgaben entbunden, zudem soll es teamintern starke Differenzen gegeben haben. Der im Nachwuchs des Vereins tätige Jukka Ollila übernahm die Mannschaft zunächst interimsmäßig.
Noch vor dem nächsten Punktspiel gab der Verein die Verpflichtung von Bill Stewart als neuen Cheftrainer bekannt. Nach der Saison 2016/17 verlängerte Stewart seinen Vertrag nicht und die Eislöwen verpflichteten Franz Steer als Ersatz. Im Juni 2018 wurde Steers Assistent Jochen Molling zum Cheftrainer befördert, nach einem schlechten Saisonstart jedoch im Oktober 2018 entlassen. Ihm folgte der Kanadier Brad Gratton nach, der bis September 2019 Cheftrainer war und durch Rico Rossi ersetzt wurde. Rossi wiederum arbeitete bei den Eislöwen bis Dezember 2020, ehe er nach nur 11 Punkten aus 14 Saisonspielen entlassen wurde und durch Andreas Brockmann ersetzt wurde. Im Februar 2023 wurde Brockmann suspendiert und durch seinen Co-Trainer Petteri Kilpivaara ersetzt.

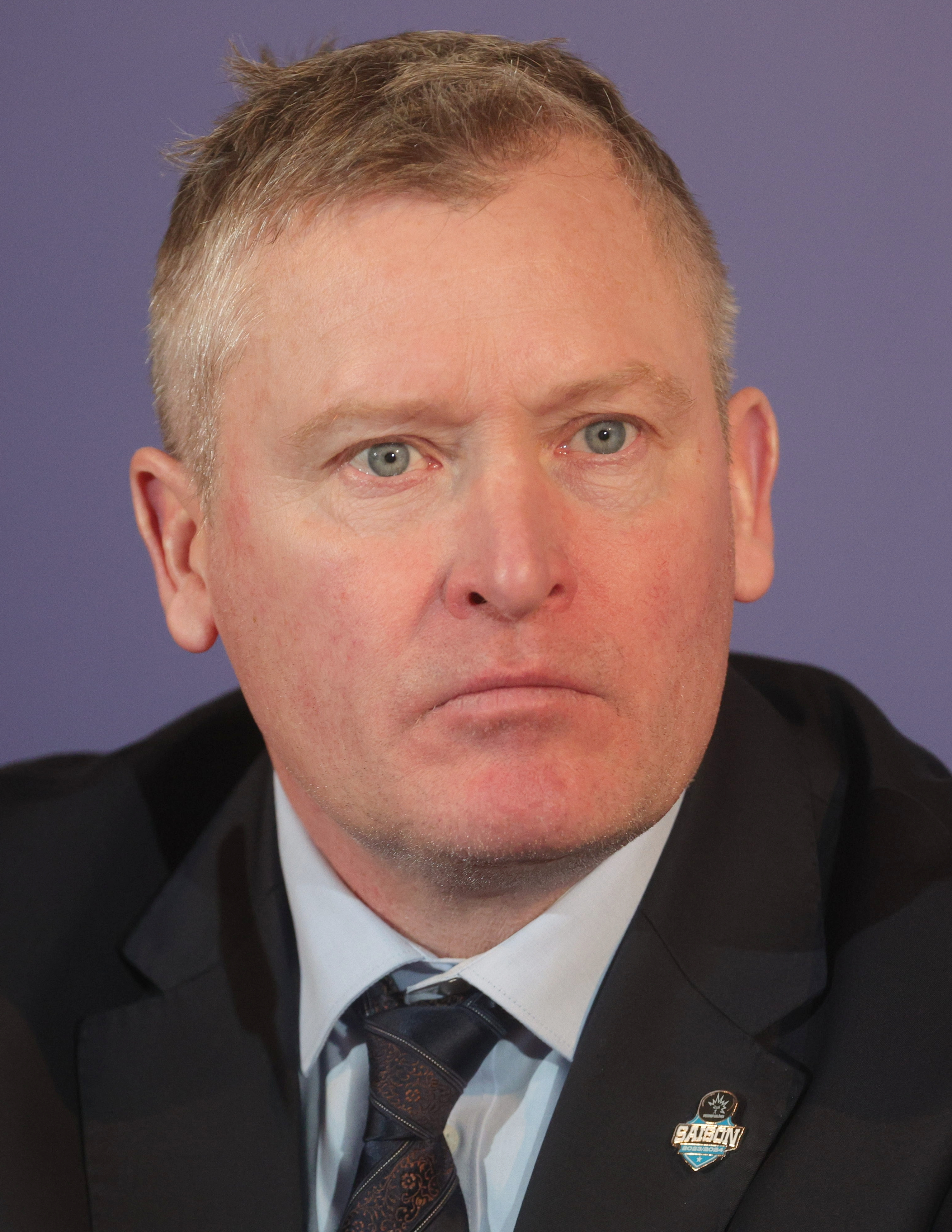
Niklas Sundblad (2024)

Vor der Saison 2023/24 wurde Corey Neilson verpflichtet, aber bereits im November 2023 entlassen. Anschließend wurde die Mannschaft erneut von Petteri Kilpivaara betreut, ehe im Januar 2024 mit Niklas Sundblad ein neuer Cheftrainer unter Vertrag genommen wurde.

## Stammverein

### ESC Dresden

Logo des ESCD

Der Eissportclub Dresden e. V. wurde 1990 gegründet, um nach der politischen Wende die zuvor im SC Einheit Dresden beheimateten Wintersportarten und den Eishockeysport in Dresden zu fördern und weiterzuentwickeln. Als Vereinsfarben wurden in Anlehnung an den STHC Blau-Weiß Dresden die Farben blau und weiß gewählt. Neben der Seniorenmannschaft, die der Sachsenliga angehörte, waren weitere Senioren-, Hobby- und Nachwuchsmannschaften im Verein organisiert. Im Jahr 1997 verließ die damalige 1c-Mannschaft den Verein und gründete den EHV Dresden „The Devils“, der zunächst in der Landesliga Sachsen startete und heute der Sachsenliga angehört. Im Rahmen der Aufnahme des ESC Dresden in die Oberliga wurde eine Spielbetriebsgesellschaft, die ESCD „Dresdner Eislöwen“ GmbH, gegründet, die sich um alle Belange der Profi-Mannschaft kümmerte.
Der Beiname Eislöwen ging aus einer privat herausgebrachten Stadionzeitschrift hervor, die den Titel Der Eislöwe trug. Diese zu den Heimspielen erscheinende Fanzeitung stellte bis 1998 das Programmheft des ESC Dresden dar, so dass der Eislöwe nach und nach zum Synonym für den ESCD wurde. Einer der Herausgeber gründete zudem den „Fanclub Eislöwen“ (später „Fanclub Eislöwen ’97“), so dass der Name weitere Verbreitung fand und von den lokalen Medien aufgegriffen wurde.
Aufgrund massiver finanzieller Probleme ging die Eislöwen-Betriebsgesellschaft am 4. Januar 2001 in Insolvenz. Das führte zur Abspaltung der Nachwuchsmannschaften vom Stammverein und zur Gründung des EHC „Neue Eislöwen“ Dresden. Kurze Zeit später wurde die Betriebsgesellschaft ESCD Dresden mbH gegründet, die seither den Spielbetrieb der ersten Mannschaft organisiert und finanziert.

### EHC Neue Eislöwen

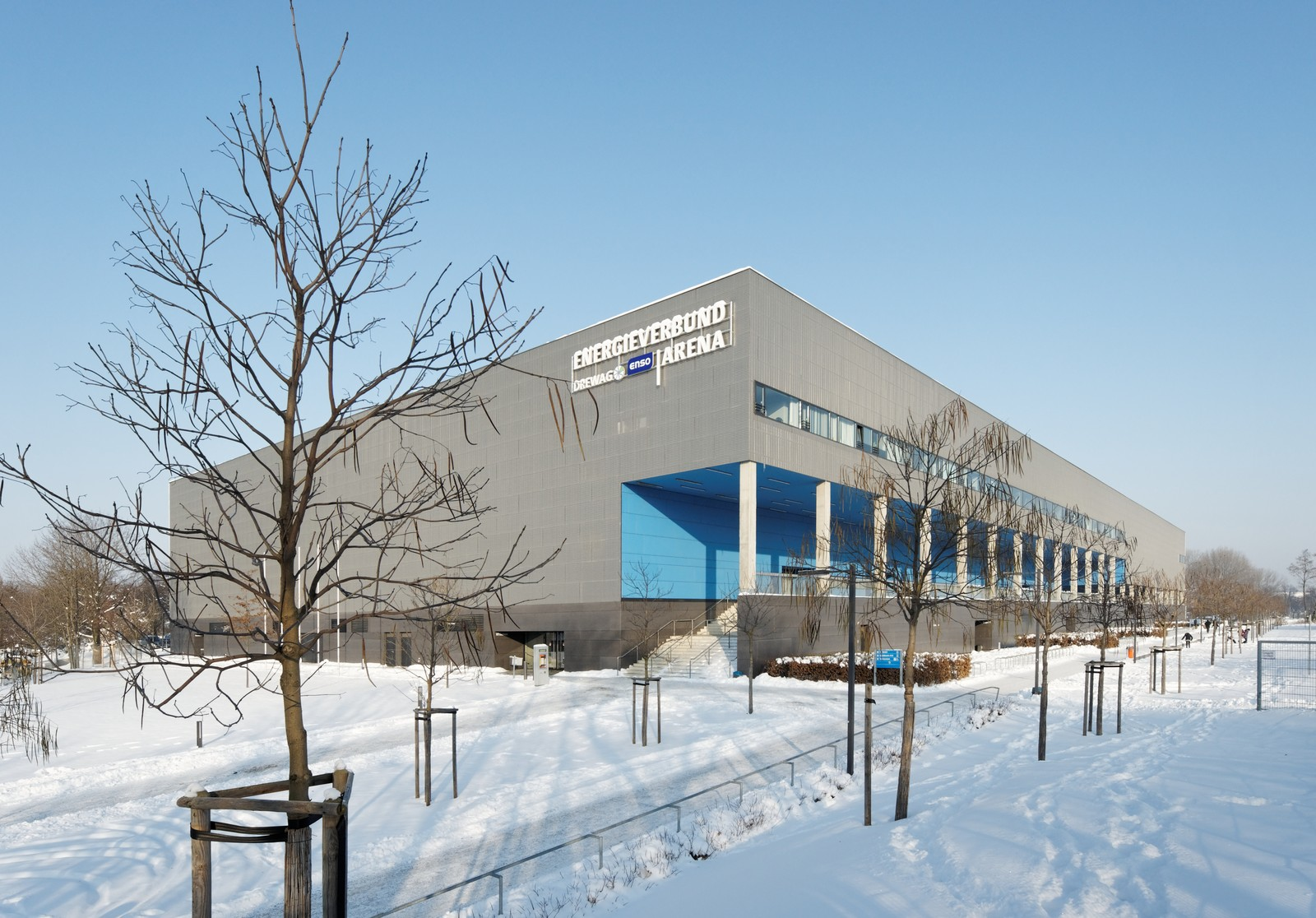
Joynext Arena

Um den Eishockeynachwuchs aus Dresden gezielt zu fördern, wurde der EHC „Neue Eislöwen“ e. V. 2001 gegründet. Er war später mit mehr als 150 aktiven Mitgliedern der drittgrößte sächsische Nachwuchs-Eishockeyverein. Er unterhielt Trainingsgruppen von der Laufschule bis zu den Senioren, die seit der Saison 2005/06 in der Sachsenliga spielten. Seit dem Bau der Joynext Arena verfügte der Verein über entsprechende Rahmenbedingungen, um einer effizienten Nachwuchsförderung gerecht zu werden. Zudem existierte ein Kooperationsvertrag sowohl mit der Spielbetriebs-GmbH, als auch mit dem Stammverein ESC Dresden.

### Rückkehr zum ESC Dresden
Nach einer vertraglichen Vereinbarung zwischen EHC und ESC vom Januar 2008 traten alle Nachwuchsspieler zum 1. Mai 2008 wieder in den ESC Dresden über. Der Nachwuchs ist seitdem wieder Mitglied im Hauptverein ESC Dresden, bildet die Abteilung Nachwuchs/Amateure und tritt unter dem Namen ESC Dresden in der Ostdeutschen Meisterschaft, der Schüler-Bundesliga und der Sachsenliga an. Der Beiname „Die Jungen Wilden“ und das Logo der Nachwuchsmannschaften wurden beibehalten. Die Abteilung umfasste in der Saison 2009/10 mehr als 220 aktive Sportler, darunter 180 Kinder und Jugendliche, 15 weibliche Spieler, 24 Amateure der Sachsenliga-Mannschaft sowie 27 Hobbyspieler der „Dresdner Frösche“.
Heute gehören die Abteilungen Sledge-Eishockey, Alte Herren/Traditionsteam, Nachwuchs/Amateure und Fans/Sponsoren zum Verein. Der Eissportclub Dresden ist Mehrheitsgesellschafter nach Stimmanteilen der Betriebsgesellschaft ESCD Dresden mbH und mit dieser durch einen Kooperationsvertrag verbunden. Der ESC Dresden hatte 2011 insgesamt 487 Mitglieder. 2014 nannte sich die Nachwuchsabteilung von Junge Wilde in Dresden Eislöwen Juniors um. Zudem wurde erstmals eine U19-Mannschaft in der DNL2 angemeldet, die 2016 in die höchste Spielklasse (DNL, Gruppe Blau) aufgenommen wurde. 2018 wurden die Nachwuchs-Jahrgänge eingefroren, so dass seither die U20-Mannschaft der Eislöwen Juniors den Verein vertritt. Parallel dazu spielt die U17-Mannschaft des Vereins seither in der bundesweiten U17-Spielklasse des DEB, zuvor war die U16-Mannschaft ab 2008 in der Schüler-Bundesliga aktiv. 2022 schaffte das U20-Team den Aufstieg aus der Division II in die höchste Spielklasse, die Division I.
Erfolge:
- Amateure:
  - Meister der Sachsenliga 2006, 2009 und Qualifikation für die Regionalliga Ost
  - Sachsenpokalsieger 2009
- U20-Mannschaft: Aufstieg in die U20-DNL Division I 2022
- U19-Mannschaft: Aufnahme in die DNL 2016
- U17-Mannschaft: Dritter Platz deutsche Meisterschaft 2023[51]; Deutscher U17-Vizemeister 2025[52]
- U15-Mannschaft: Deutscher Vizemeister 2023[53]
- Schüler: Ostdeutscher Meister 2008 und Aufstieg in die Schüler-Bundesliga
- Kleinschüler: Ostdeutscher Meister 2006

2015 wurde vom DEB das „5-Sterne-Nachwuchsprogramm“ eingeführt, dass die Nachwuchsarbeit in deutschen Eishockeyvereinen langfristig verbessern soll und dabei die Qualität an festen Kriterien misst. Seit 2016 erhielt der ESC Dresden jeweils die höchstmögliche Bewertung mit fünf Sternen, teils als einziger Klub der DEL2. 2025 erhielt der ESC Dresden erstmals und als einziger Club der DEL2 die Auszeichnung „5-Sterne-Plus“.

## Spielstätten

### Eissporthalle Pieschener Allee

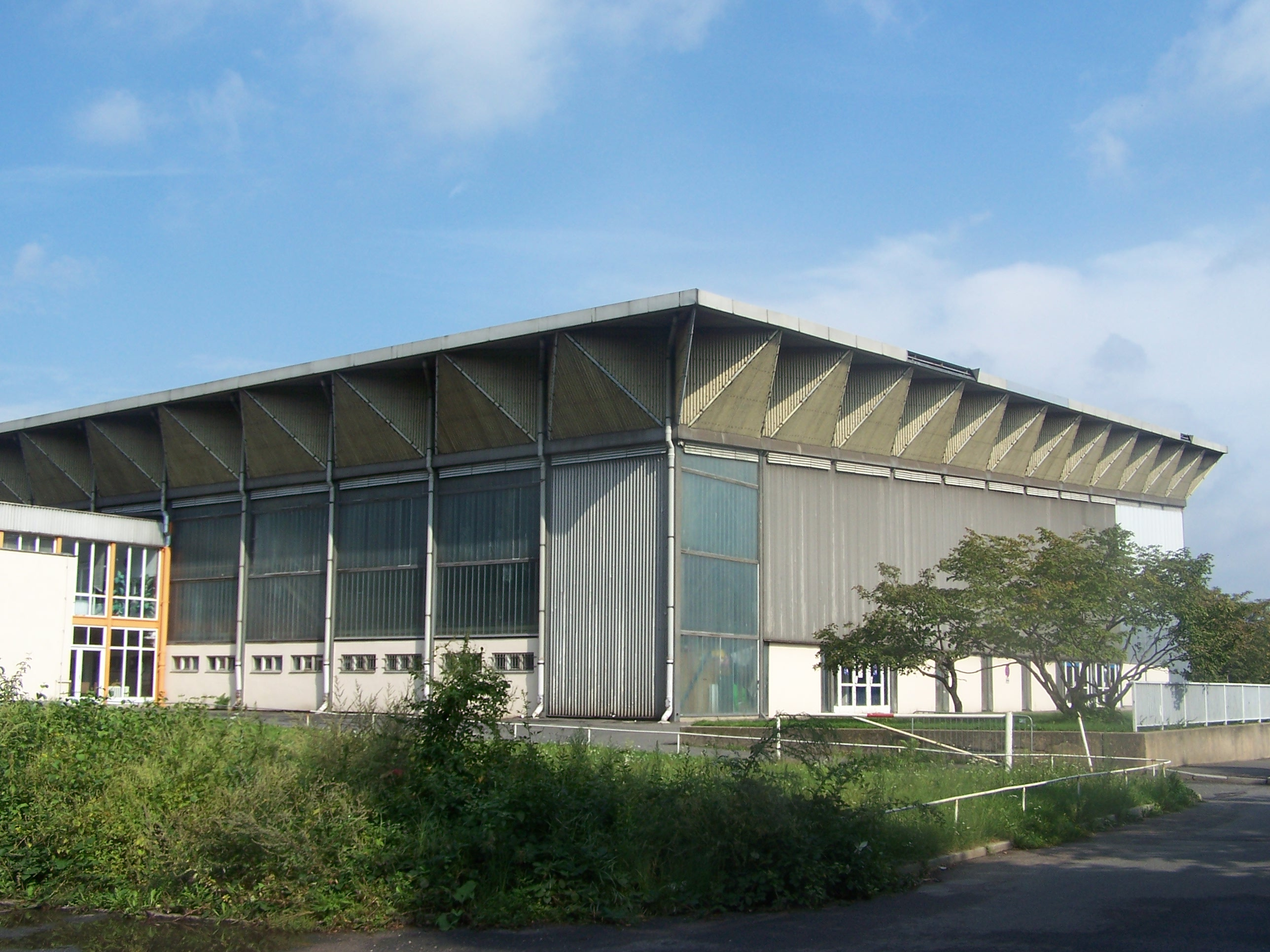
Eissporthalle Pieschener Allee

Die Dresdner Eislöwen spielten seit ihrer Gründung in der Eissporthalle Dresden an der Pieschener Allee, welche im Ostrasportpark zwischen der Innenstadt und dem Messegelände lag. Das Fassungsvermögen betrug 2865 Zuschauer. Die Tribünen waren überwiegend mit Holzbänken versehen. Da das 1969 errichtete Gebäude während der Flut 2002 stark in Mitleidenschaft gezogen worden war und in der Ostra-Flutrinne stand, wurde seit Juni 2005 unweit der alten Halle eine neue Eishalle gebaut. Die alte Halle wurde am 29. Februar 2008 gesprengt.

### Joynext Arena
| Saison | Heim- spiele | Zuschauer- zahl | Zuschauer- schnitt |
| 2008/091 | 24           | 68.501          | 2.854              |
| 2009/101 | 26           | 71.988          | 2.769              |
| 2010/111 | 24           | 64.994          | 2.708              |
| 2011/121 | 24           | 59.133          | 2.463              |
| 2012/131 | 24           | 65.443          | 2.727              |
| 2013/142 | 27           | 74.344          | 2.753              |
| 2014/152 | 26           | 72.211          | 2.777              |
| 2015/162,3 | 26           | 97.733          | 3.759              |
| 2016/172 | 26           | 73.923          | 2.843              |
| 2017/182 | 26           | 72.282          | 2.780              |
| 2018/192 | 26           | 66.864          | 2.572              |
| 2019/202,3 | 26           | 99.077          | 3.811              |
| 2020/214 | 23           | 0               | 0                  |
| 2021/222,4 | 26           | 27.464          | 1.056              |
| 2022/232 | 26           | 70.372          | 2.707              |
| 2023/24² | 26           | 85.552          | 3.290              |
| 1 Hauptrunde 2. Bundesliga (ohne Playoffs oder Abstiegsrunde) 2 Hauptrunde DEL2 (ohne Playoffs oder Abstiegsrunde) 3 inklusive Winter Derby 4 Zuschauerbeschränkungen wegen COVID-19-Pandemie |              |                 |                    |

Zur Saison 2007/08 zogen die Eislöwen in den neu gebauten Sportkomplex um, der aus einer Eissporthalle, einer Eistrainingsfläche und einer Ballspielhalle besteht. Im August 2007 wurden die Namensrechte für drei Jahre an das Freiberger Brauhaus verkauft, so dass der Baukomplex von da an Freiberger Arena hieß. Ende 2010 erwarb die EnergieVerbund Dresden GmbH, Dachmarke für die Versorger Drewag und ENSO, für drei Jahre die Namensrechte. Bis 2022 trug die Halle den Namen EnergieVerbund Arena, seither heißt sie Joynext Arena.

## Vereinskultur

### Marketing und Werbung

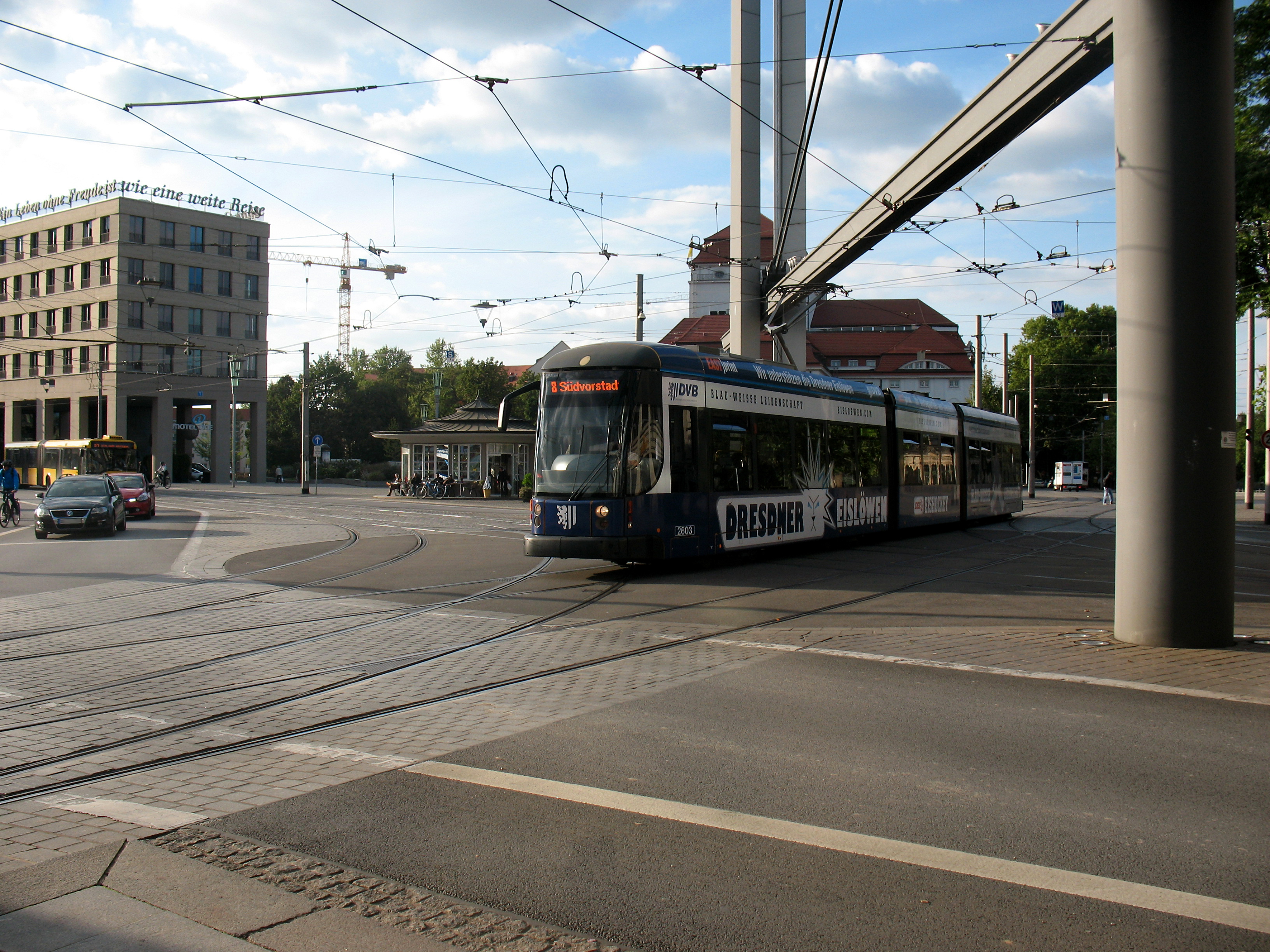
Eislöwen-Straßenbahn am Postplatz

Durch die Dresdner Verkehrsbetriebe als Partner und Sponsor wird seit 2014 eine Straßenbahn im Eislöwen-Design als Werbefläche eingesetzt. Der Mannschaftsbus, ebenfalls im Eislöwen-Design, wurde 2016 durch den Reiseveranstalter Ideal Tours zur Verfügung gestellt.
Durch die Initiative zweier Speditionen existieren seit Ende 2018 respektive November 2019 zwei LKW-Auflieger in einer Eislöwen-Beklebung.

### Fans und Rivalitäten

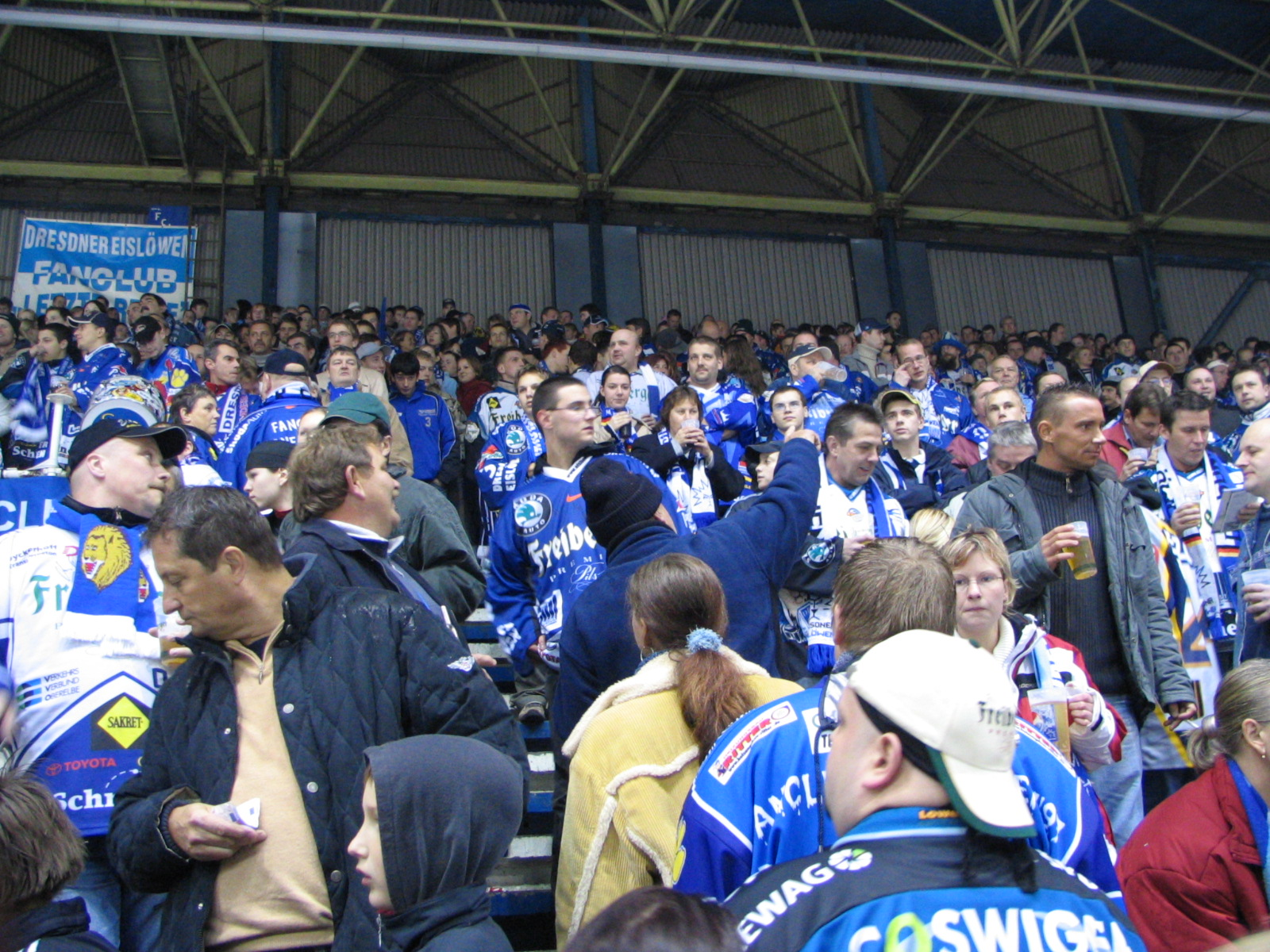
Fans der Dresdner Eislöwen in der alten Eishalle

Die Fans der Dresdner Eislöwen sind in einer Vielzahl von Fanclubs organisiert und unterstützen die Mannschaft mit Gesängen und rhythmischem Trommeln. Zudem werden bei speziellen Spielen Choreographien in der Fankurve durchgeführt. In der Eishalle an der Pieschener Allee versammelte sich der „harte Kern“ der Fans meist im südlichen Teil der großen Stehplatztribüne, von wo aus die Fangesänge angestimmt wurden.
Seit dem Umzug in die Eisarena befindet sich dieses Zentrum im westlichen Teil der Fankurve. Mehrere Fanclubs unterhalten freundschaftliche Verbindungen mit Fanclubs anderer Vereine wie dem ERC Selb und dem HC Ambrì-Piotta. Als Ansprechpartner sowohl für die Fans als auch für den Verein und die Betriebsgesellschaft wurde 2007 ein Fanrat geschaffen, der zudem stark in die Organisation von Veranstaltungen wie Sonderzugfahrten, Mannschaftspräsentationen und Saisonabschlussfeiern eingebunden ist. Weiterhin existiert innerhalb des Vereins ESCD eine Sektion Fans/Sponsoren, die die Interessen der Fans gegenüber dem Verein vertritt.
Aufgrund der geographischen Nähe existieren Rivalitäten zu den anderen sächsischen Eishockeyvereinen, insbesondere zu den Lausitzer Füchsen. Dies äußert sich zum einen in einer angeheizten bis aggressiven Stimmung bei den Spielen zwischen beiden Mannschaften, zum anderen in einem erhöhten Sicherheitsaufwand durch Security und Polizei sowie in regelmäßig ausverkauften Eishallen bei diesen Derbys.

### Maskottchen

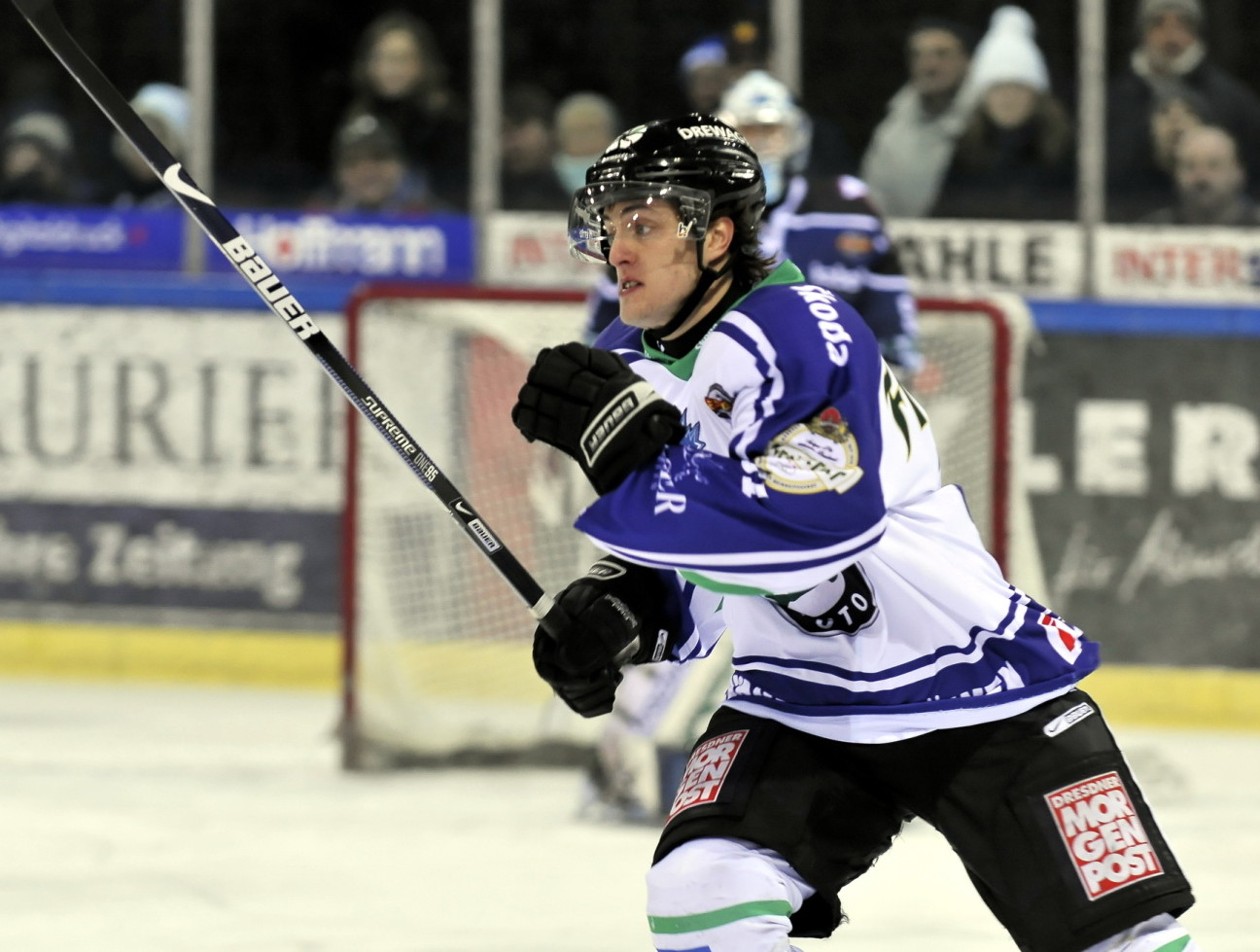
Jiří Mikesz erhielt 2008 eine Förderlizenz für die Blue Lions Leipzig

Das erste Maskottchen der Dresdner Eislöwen trug den Namen „Leon“ und begrüßte seit Beginn der 2000er Jahre die Zuschauer vor dem Spiel. Am 8. Februar 2009 wurde im Rahmen eines Familienspieltages das neue Maskottchen „Jago“ vorgestellt, das genau wie sein Vorgänger einen Löwen im Trikot der Eislöwen darstellt. Zudem betritt vor jedem Heimspiel ein grüner Škoda-Teddy das Eis, um die Zuschauer zu begrüßen.

### Partnerschaften
Während der Saison 2001/02 wechselte der ehemalige Sachsenliga-Spieler der Eislöwen, Matthias Klatt, zu den Eisbären Berlin. Im Gegenzug statteten die Berliner Hardy Gensel, der zuvor beim SC Bietigheim-Bissingen gespielt hatte, mit einer Förderlizenz für die Eislöwen aus. In der Spielzeit 2008/09 existierte eine Partnerschaft mit den Hamburg Freezers, die vier Spieler mit einer Förderlizenz für die Eislöwen ausstatteten. Im Gegenzug erhielten drei Spieler der Eislöwen eine Förderlizenz für die Freezers. Im Laufe der Spielzeit kam es jedoch zu keinem Spieleraustausch zwischen beiden Clubs.
Ab November 2008 wurde Jiří Mikesz per Förderlizenz an die Blue Lions Leipzig ausgeliehen und kehrte aufgrund von Verletzungen anderer Spieler zu Jahresbeginn 2009 in die Eislöwen-Mannschaft zurück. Ende Januar 2009 wurde zudem Arturs Kruminsch von den Eisbären Juniors Berlin verpflichtet und mit einer Förderlizenz für die Eislöwen ausgestattet.
Vor der Spielzeit 2009/10 wurde die Zusammenarbeit mit den Eisbären Berlin intensiviert, da diese ihr Oberliga-Team aufgelöst hatten. Damit fiel den Eislöwen die Aufgabe zu, Nachwuchsspieler der Eisbären aus der Deutschen Nachwuchs-Liga an die DEL heranzuführen. Infolge dieser Kooperation wurden zunächst Laurin Braun, Patrick Pohl, Dominik Bielke und Steve Hanusch mit einer Förderlizenz ausgestattet. Im Oktober erhielten zusätzlich die Brüder Alexander und Daniel Weiß, Constantin Braun sowie zwei weitere Nachwuchsspieler eine Förderlizenz für die Eislöwen. Mit dem Weggang von Steffen Ziesche im Sommer 2010 wurde auch die Zusammenarbeit mit den Eisbären beendet.
In der Saison 2010/11 kooperierten die Eislöwen mit FASS Berlin – dessen Förderlizenzspieler kamen jedoch nur vereinzelt zum Einsatz. Zudem wurden mit Henry Martens und Norman Martens zwei Spieler verpflichtet, die Förderlizenzen von DEL-Klubs besaßen. Im Jahr 2012 wurde ein Kooperationsvertrag mit dem ERV Chemnitz 07 geschlossen, dessen Ziel die enge Zusammenarbeit und der gegenseitige Austausch von Spielern mit Förderlizenz war. Ab der Saison 2013/14 wurde die Kooperation mit den Eisbären wieder aufgenommen und bis zum Ende der Saison 2015/16 fortgesetzt. In der Saison 2016/17 waren die Kölner Haie Kooperationspartner der Eislöwen. Seit der Saison 2017/18 hat der Verein keinen DEL-Partner, da die Kölner Haie die zuvor geschlossene Partnerschaft beendeten und die geänderten Durchführungsbestimmungen keine Kooperation zwischen DEL und DEL2 mehr voraussetzten.
Daraufhin wurde in der Saison 2018/19 die bestehende Kooperation mit den Black Dragons Erfurt aus der Oberliga Nord erweitert.
Nach dreijähriger Pause ohne DEL-Partner wurde für die Saison 2020/21 eine Kooperation mit der Düsseldorfer EG geschlossen.